# Észak-írországi konfliktus
Az észak-írországi konfliktus olykor északír polgárháború vagy zavargások (írül: Na Trioblóidí) vagy bajok (angolul: The Troubles) egy etnonacionalista konfliktus volt Észak-Írországban, amely az 1960-as évek végétől 1998-ig, mintegy 30 évig tartott. Nevezik még "alacsony szintű háborúnak" is. A konfliktus az 1960-as évek végén kezdődött, és általában úgy tartják, hogy az 1998-as nagypénteki megállapodással ért véget. Bár a zavargások többnyire Észak-Írországban zajlottak, időnként az erőszak átterjedt az Ír Köztársaság, Anglia és az európai kontinens egyes részeire.
A konfliktus elsősorban politikai és nacionalista jellegű volt, amelyet történelmi események szítottak, de annak ellenére, hogy a két félre a "protestáns" és a "katolikus" kifejezést használták, nem vallási jellegű konfliktus volt. Az egyik kulcskérdés Észak-Írország státusza volt. Az unionisták és a lojalisták, akik történelmi okokból többnyire ulsteri protestánsok voltak, azt akarták, hogy Észak-Írország az Egyesült Királyság része maradjon. Az ír nacionalisták és republikánusok, akik többnyire ír katolikusok voltak, azt akarták, hogy Észak-Írország lépjen ki az Egyesült Királyságból és csatlakozzon az egyesült Írországhoz.
A konfliktus az Észak-Írországi Polgárjogi Szövetség kampánya során kezdődött, amely a katolikus/nacionalista kisebbségnek a protestáns/unionista kormány és a helyi hatóságok által a katolikus/nacionalista kisebbséggel szembeni diszkrimináció megszüntetéséért indult, amely az élet minden területén jelen volt. A kormány megpróbálta elfojtani a tiltakozásokat. A rendőrség, a Ulsteri Királyi Csendőrség (Royal Ulster Constabulary – RUC) túlnyomórészt protestáns volt, és szektarianizmussal valamint rendőri brutalitással vádolták őket. A lojalisták is hevesen ellenezték a hadjáratot, akik szerint az egy republikánus front volt. A növekvő feszültségek 1969 augusztusában súlyos erőszakhoz és a brit csapatok bevetéséhez vezettek, ami a brit hadsereg eddigi leghosszabb bevetése lett. Egyes területeken „békefalakat” építettek, hogy a két közösséget távol tartsák egymástól. Néhány katolikus kezdetben üdvözölte a brit hadsereget, mint az RUC-nál semlegesebb erőt, de hamarosan ellenségesnek és elfogultnak tekintették, különösen az 1972-es Véres Vasárnap után.
A zavargások fő résztvevői a köztársasági félkatonai erők, mint az Ideiglenes Ír Köztársasági Hadsereg (Irish Republican Army – IRA) és az Ír Nemzeti Felszabadítási Hadsereg (Irish National Liberation Army – INLA), a lojalista félkatonai erők, mint az Ulsteri Önkéntes Erők (Ulster Volunteer Force – UVF) és az Ulsteri Védelmi Szövetség (Ulster Defence Association – UDA), a brit állami biztonsági erők, mint a brit hadsereg és az RUC, valamint politikai aktivisták voltak. Az Ír Köztársaság biztonsági erői kisebb szerepet játszottak. A republikánus félkatonai erők gerillahadjáratot folytattak a brit erők ellen, valamint bombázásokat az infrastrukturális, kereskedelmi és politikai célpontok ellen. A lojalisták republikánusokat/nacionalistákat vettek célba, és megtorlásként támadták a szélesebb katolikus közösséget. Időnként felekezeti erőszakos cselekményekre került sor, valamint viszálykodásra az azonos irányzathoz tartozó félkatonai csoportokon belül és azok között. A brit biztonsági erők egyszerre vállaltak rendfenntartó és felkelés elleni szerepet, elsősorban a republikánusok ellen. Előfordultak incidensek a brit állami erők és a lojalista félkatonai erők közötti együttműködésből is. A zavargások számos lázadással, tömegtüntetéssel és polgári engedetlenségi akcióval is jártak, és fokozott szegregációhoz és ideiglenes tiltott területek létrehozásához vezettek.
A konfliktusban több mint 3500 ember vesztette életét, akiknek 52%-a civil, 32%-a a brit biztonsági erők tagja, 16%-a pedig félkatonai csoportok tagjai voltak. 60%-ban a republikánus félkatonák, 30%-ban a lojalisták és 10%-ban a biztonsági erők voltak felelősek a halálesetekért. Az észak-írországi békefolyamat félkatonai tűzszünethez és a főbb politikai pártok közötti tárgyalásokhoz vezetett, amelyek az 1998-as nagypénteki megállapodáshoz vezettek. Ez a megállapodás "hatalommegosztás" alapján visszaállította Észak-Írország önkormányzatát, és tartalmazta a beleegyezés elvének elfogadását, a polgári és politikai jogok melletti elkötelezettséget, a felek egyenrangúságát, a rendőrségi reformot, a félkatonai szervezetek lefegyverzését és a félkatonai foglyok korai szabadon bocsátását. A megállapodás után időnként szórványos erőszakos cselekményekre került sor, beleértve a folyamatos büntetőtámadásokat, és a disszidens republikánusok által folytatott offenzívát.

## Áttekintés

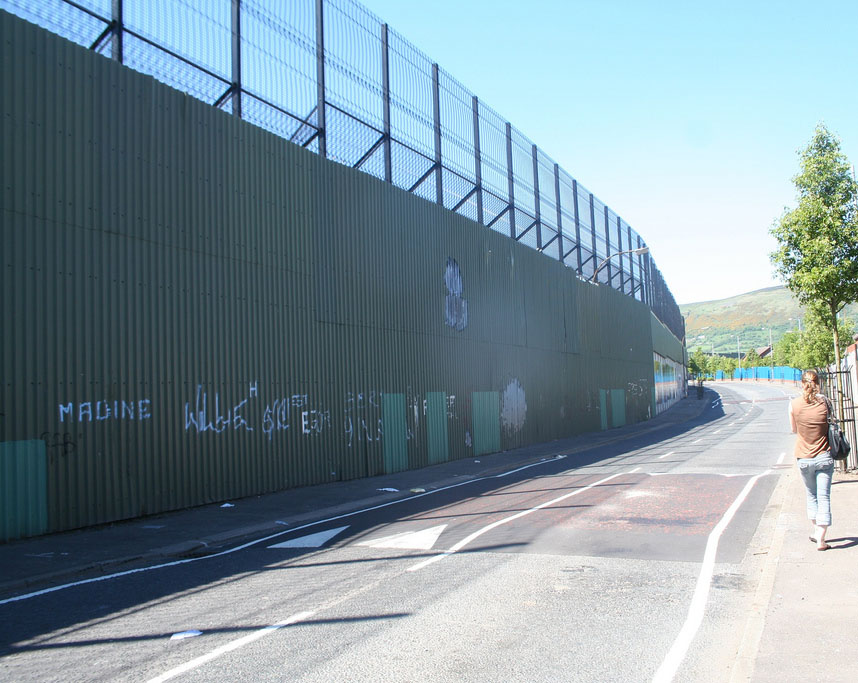
A nacionalista és unionista városrészek szétválasztására épített "békevonal" Belfastban, 2010-ben

A "Zavargások" elnevezés a nacionalisták (akik magukat főként írnek vagy római katolikusnak vallják) és az unionisták (akik magukat főként britnek vagy protestánsnak vallják) közötti három évtizedes konfliktusra utal. A szót évszázadok óta használják az erőszakos konfliktus szinonimájaként. A kifejezést a huszadik század eleji ír forradalmi időszak leírására használták. Később átvették az 1969 után Észak-Írországban fokozódó erőszakra való utalásra. Az erőszakot az ír republikánus és ulsteri lojalista félkatonai csoportok és a brit állami biztonsági erők (a brit hadsereg és az RUC) fegyveres akciói jellemezték. Így a brit hadsereg történetének leghosszabb nagyszabású hadjáratának középpontjába került.
A brit kormány álláspontja az, hogy hadereje semleges volt a konfliktusban, és megpróbálta fenntartani a törvényes rendet Észak-Írországban, valamint az észak-írországi nép demokratikus önrendelkezési jogát. A nacionalisták az állami haderőt a konfliktusban megszálló vagy partizán harcos csapatoknak tekintették, míg az unionisták inkább a helyben toborzott RUC-t támogatták. A brit biztonsági erők a republikánus félkatonai alakulatokra és aktivistákra összpontosítottak, és a rendőrségi ombudsman "Ballaszt" vizsgálata megerősítette, hogy egyes brit tisztek több esetben összejátszottak lojalista félkatonákkal, részt vettek gyilkosságokban, és emellett akadályozták az igazságszolgáltatás menetét, amikor az összejátszásra és gyilkosságra vonatkozó állításokat vizsgálták.
A zavargásoknak egy olyan békefolyamat vetett véget, amely magában foglalta a legtöbb félkatonai szervezet tűzszüneti nyilatkozatát, az IRA fegyvereinek teljes leszerelését, a rendőrség reformját, valamint a brit hadsereg kivonását az utcákról és az érzékeny ír határ menti területekről, például Dél-Armagh és Fermanagh megyéből, ahogyan arról a belfasti megállapodás (közismert nevén a „nagypénteki megállapodás”) aláírói megállapodtak. A megállapodás egyik része, hogy Észak-Írország az Egyesült Királyságon belül marad, hacsak az északír választópolgárok többsége nem szavaz másként. Emellett létrehozta az Észak-Írországi Végrehajtó Bizottságot, egy decentralizált hatalommegosztó kormányt, amelynek unionista és nacionalista pártokból kell állnia.
Bár az aktív résztvevők száma viszonylag alacsony volt, a zavargások napi szinten sokakat érintettek Észak-Írországban; hatásuk néha átterjedt Angliára és az Ír Köztársaságra, és alkalmanként a kontinentális Európa egyes területeire is. A békevonalak, amelyeket Észak-Írországban a zavargások első éveiben építettek ki, továbbra is a helyükön maradtak.

## A háttér

### 1609–1791

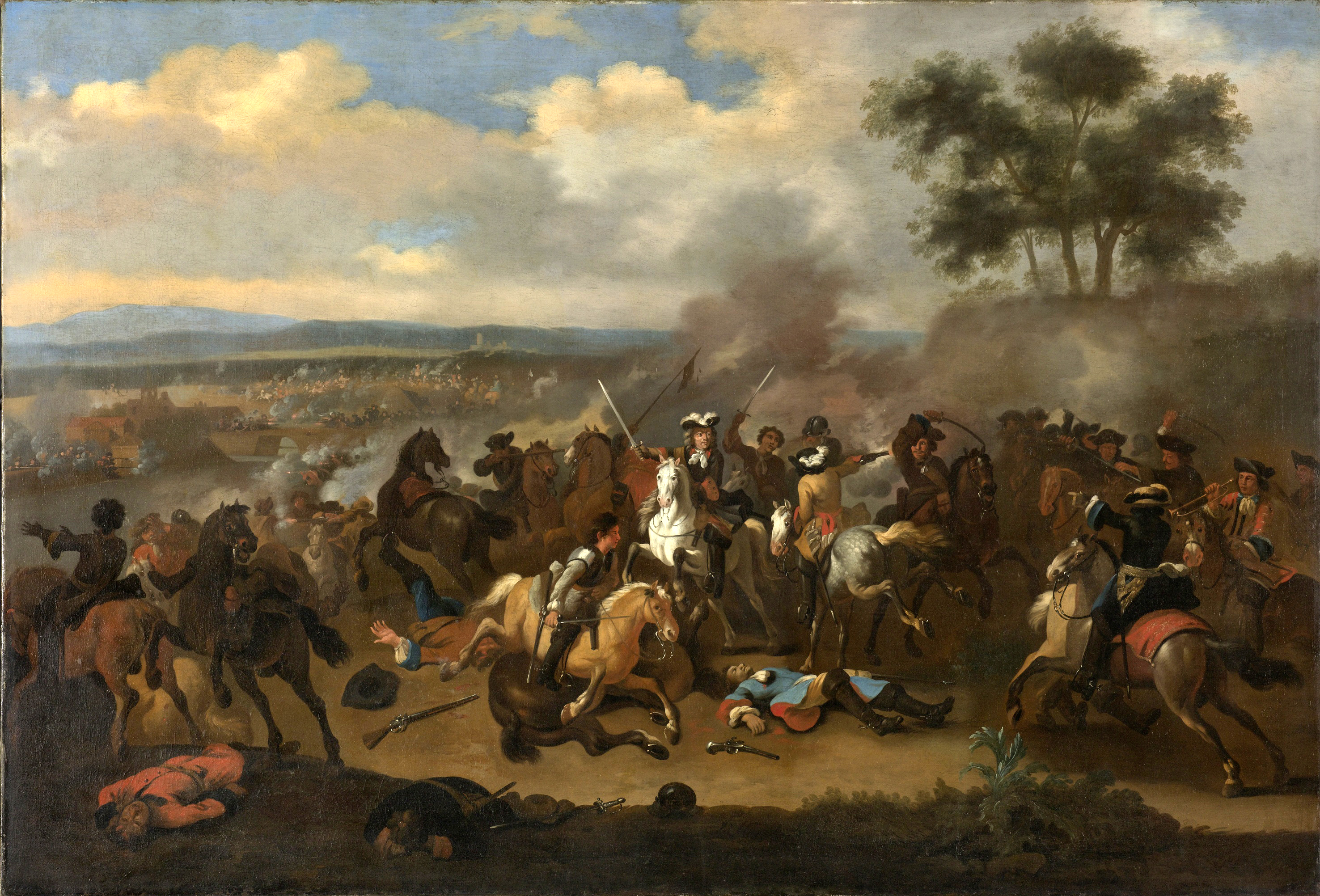
A Boyne-i csata (1690. július 12.), készítette: Jan van Huchtenburg

1609-ben skót és angol telepesek, úgynevezett gyarmatosítók kaptak az őslakos írektől elkobzott földeket az Ulsteri gyarmatosítás során. Az Ulster "gyarmatosítatlan" területeire, különösen Antrim és Down tartományokba irányuló protestáns bevándorlással párosulva ez konfliktushoz vezetett az őslakos katolikusok és a gyarmatosítók között, ami két véres vallási konfliktust eredményezett, amelyeket az ír konföderációs háborúk (1641-1653) és a Williamita háború (1689-1691) néven ismerünk, és mindkettő a protestánsok győzelmével végződött.
Az anglikán dominanciát Írországban a büntetőtörvények elfogadása biztosította, amelyek korlátozták mindazok vallási, jogi és politikai jogait (köztük a katolikusokét és a protestáns szakadárokét, például a presbiteriánusokét), akik nem tartoztak az Anglikán Egyházhoz. Ahogy a büntető törvények a 18. század második felében fokozatosan megszűntek, a földekért folytatott verseny fokozódott, mivel megszűntek az ír katolikusok bérbeadási lehetőségeire vonatkozó korlátozások. Mivel a római katolikusok földet vásárolhattak és olyan szakmákba léphettek be, amelyekből korábban ki voltak tiltva, feszültségek keletkeztek, amelyek a protestáns "Peep o' Day Boys" és a katolikus "Defenders" (Védelmezők) kialakulásához vezettek. Ez polarizálódást okozott a közösségek között, és drámaian csökkent a reformerek száma a protestánsok körében, akik közül sokan egyre fogékonyabbak lettek a demokratikus reformokra.

### 1791–1912
A presbiteriánusok, katolikusok és liberális anglikánok megalapították a köztársasági Egyesült Írek Társaságát (Society of the United Irishmen), és az ebből eredő 1798-as sikertelen ír lázadást követően a katolikusok és protestánsok közötti szakadár erőszak folytatódott. Ebből az időszakból származik az 1795-ben alapított, mai napig aktív Narancsrend, amelynek kimondott célja a protestáns hit és az Orániai Vilmos örökösei iránti hűség megőrzése.
Az 1800. évi unióról szóló törvényekkel (amelyek 1801. január 1-jén léptek hatályba) új politikai struktúra jött létre. Ez egyrészt az ír parlament eltörlését, másrészt pedig az Ír Királyság és Nagy-Britannia Királyságának egyesülését eredményezte. Erre az újonnan létrejött egyesülésre „Nagy-Britannia és Írország Egyesült Királysága” néven hivatkoztak. Ennek eredményeként az anglikánok és a korábban köztársasági presbiteriánusok közötti kötelék szorosabbá vált egy "lojális" protestáns közösséget alkotva. Bár a katolikus emancipáció 1829-ben megvalósult, és ezzel nagyrészt megszűnt a római katolikusokkal (az akkori Írország lakosságának mintegy 75%-a), a más vallásúakkal és a zsidókkal szembeni hivatalos megkülönböztetés, a Repeal Association kampánya az 1801-es unió hatályon kívül helyezésére kudarcot vallott.
A 19. század végén a nacionalisták (többnyire katolikusok) az ír parlament visszaállítását szorgalmazták, ezzel szemben az unionisták többsége (többnyire protestánsok) attól féltek, hogy kisebbségbe kerülnek egy katolikusok által dominált ír parlamentben, ezért inkább a Nagy-Britanniával való unió folytatását támogatták. Ekkor jött létre a Home Rule mozgalom, amely a nacionalisták többsége és az unionisták többsége közötti hatalom megosztására szolgáló rendszer volt. A 19. század végi és a 20. század eleji Írországban az unionisták és a Home Rule hívei voltak a fő politikai frakciók.

### 1912–1922

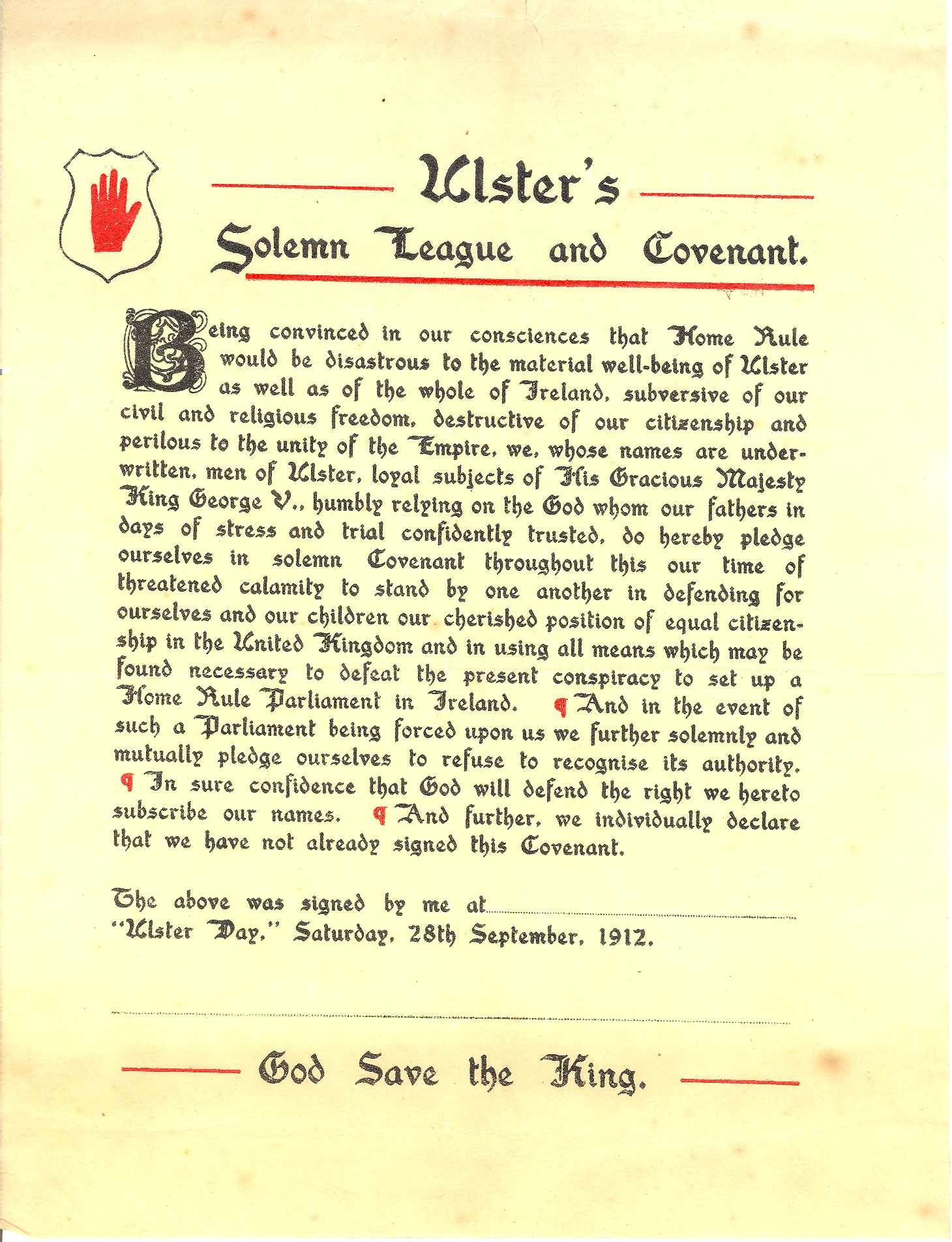
Az "Ulster Covenant"-ot az 1914-es Home Rule Act elleni tiltakozásul adták ki 1912 szeptemberében.

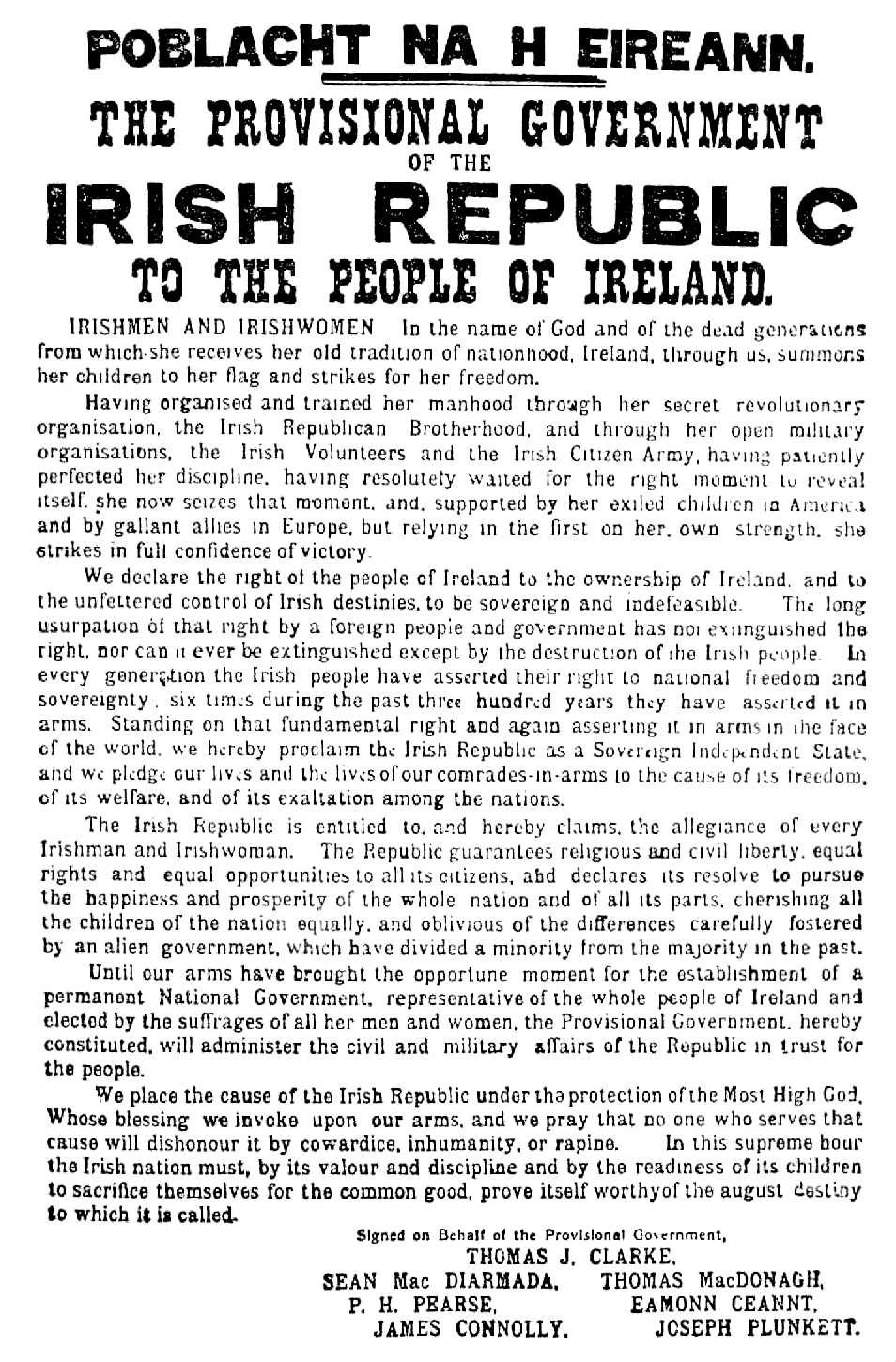
Az ír köztársaság kiáltványát az 1916. áprilisi húsvéti felkelés idején adták ki.

A 20. század második évtizedére a Home Rule, vagyis a korlátozott ír önkormányzat az elfogadás küszöbén állt az Ír Parlamenti Párt agitációjának köszönhetően. Az 1870-es években indult Home Rule kampányra válaszul a többnyire protestáns és nagyrészt Ulsterben koncentrálódó unionisták ellenálltak mind az önrendelkezésnek, mind Írország függetlenségének, mivel féltették jövőjüket egy túlnyomórészt katolikus országban, amelyet a római katolikus egyház ural. 1912-ben az Edward Carson vezette unionisták aláírták az Ulsteri Egyezséget, és megfogadták, hogy szükség esetén erőszakkal is ellenállnak a Home Rule-nak. Ennek érdekében megalakították a félkatonai Ulsteri Önkéntes Erőket, röviden az UVF-et.
Válaszul a nacionalisták Eoin MacNeill vezetésével 1913-ban megalapították az Ír Önkénteseket, akiknek célja az volt, hogy szembeszálljanak az UVF-fel, és biztosítsák a Harmadik Hazai Törvényjavaslat életbe léptetését brit vagy unionista ellenszegülés esetén. Az első világháború 1914-es kitörése és Írország háborúban való részvétele átmenetileg elhárította az esetleges polgárháborút Írországban, és késleltette az ír függetlenség kérdésének megoldását. Bár a brit parlament a királyi jóváhagyással elfogadta a Home Rule-t, azt a háború idejére felfüggesztették.
Az ír önkéntesek megosztódtak, a többségük, a Nemzeti Önkéntesek, támogatta a háborús erőfeszítéseket, és néhányan közülük csatlakoztak az Új Brit Hadsereg ír ezredeihez. A maradottak közül sokan radikális nacionalisták voltak, köztük az Ír Köztársasági Testvériség beszivárgói. Ezekből a sorokból kerültek ki azok, akik 1916-ban Dublinban Patrick Pearse és James Connolly vezetésével kirobbantották a húsvéti felkelést. Két és fél évvel a felkelés tizenhat vezetőjének kivégzése után a szeparatista Sinn Féin párt a szavazatok 47%-ával és a mandátumok többségével megnyerte az 1918. decemberi általános választásokat Írországban, és megalakította az 1919-es First Dáilt (ír parlamentet) Dublinban. Győzelmüket segítette az első világháborús szolgálatra való behívás veszélye. Ezt követte az ír függetlenségi háború, amely végül 1922-ben az Ír Szabad Állam függetlenségéhez vezetett, amely a harminckét ír megyéből huszonhatot foglalt magában. Ulsterben, különösen abban a hat megyében, amelyből Észak-Írország lett, a Sinn Féin viszonylag rosszul szerepelt az 1918-as választásokon, és az unionisták szereztek többséget.
Az 1920-as írországi kormánytörvény az ír szigetet két különálló joghatóságra osztotta fel, Észak- és Dél-Írországra, az Egyesült Királyság mindkét decentralizált régiójára. Írország e felosztását megerősítették, amikor Észak-Írország parlamentje 1922 decemberében élt az 1921-es angol–ír szerződés szerinti jogával, hogy kiváljon az újonnan létrehozott Ír Szabad Államból. Az 1922-ben aláírt szerződés egy része előírta, hogy egy határvizsgáló bizottság üljön össze, hogy eldöntse, hol legyen az északi állam határa déli szomszédjához képest. Az 1922-1923-as ír polgárháborút követően a W. T. Cosgrave vezette új dublini kormány a szerződésnek ezt a részét kevésbé tekintette prioritásnak, és csendben elvetette. Mivel Fermanagh és Tyrone megyék, valamint Londonderry, Armagh és Down határ menti területei főként nemzetiségi területek voltak, az Ír Határbizottság legfeljebb négy megyére csökkenthette Észak-Írországot.
Észak-Írország az Egyesült Királyság része maradt, bár külön kormányzati rendszerrel, saját parlamenttel és decentralizált kormányzattal. Míg ez a megállapodás megfelelt az unionisták azon kívánságának, hogy az Egyesült Királyság része maradjon, a nacionalisták nagyrészt úgy tekintettek Írország felosztására, mint a szigetnek a lakosság többségének akarata ellenére történő törvénytelen és önkényes felosztására. Azzal érveltek, hogy az észak-írországi állam nem legitim és nem demokratikus, hanem egy szándékosan összeállított unionista többséggel jött létre. A katolikusok kezdetben a lakosság mintegy 35%-át tették ki. 1920 és 1922 között az ír függetlenségi háború alatt és után összesen 557 embert, többnyire katolikusokat öltek meg politikai vagy szakadár jellegű erőszakos cselekményekben abban a hat megyében, amelyből később Észak-Írország lett. Az eredmény a katolikusok és a protestánsok közötti közösségi viszály volt, egyes történészek ezt a cselekményeket, különösen a belfasti erőszakot, pogromnak nevezik, bár Peter Hart történész szerint ez a kifejezés nem megfelelő, tekintettel az észak-írországi erőszak kölcsönösségére.

### 1922–1966

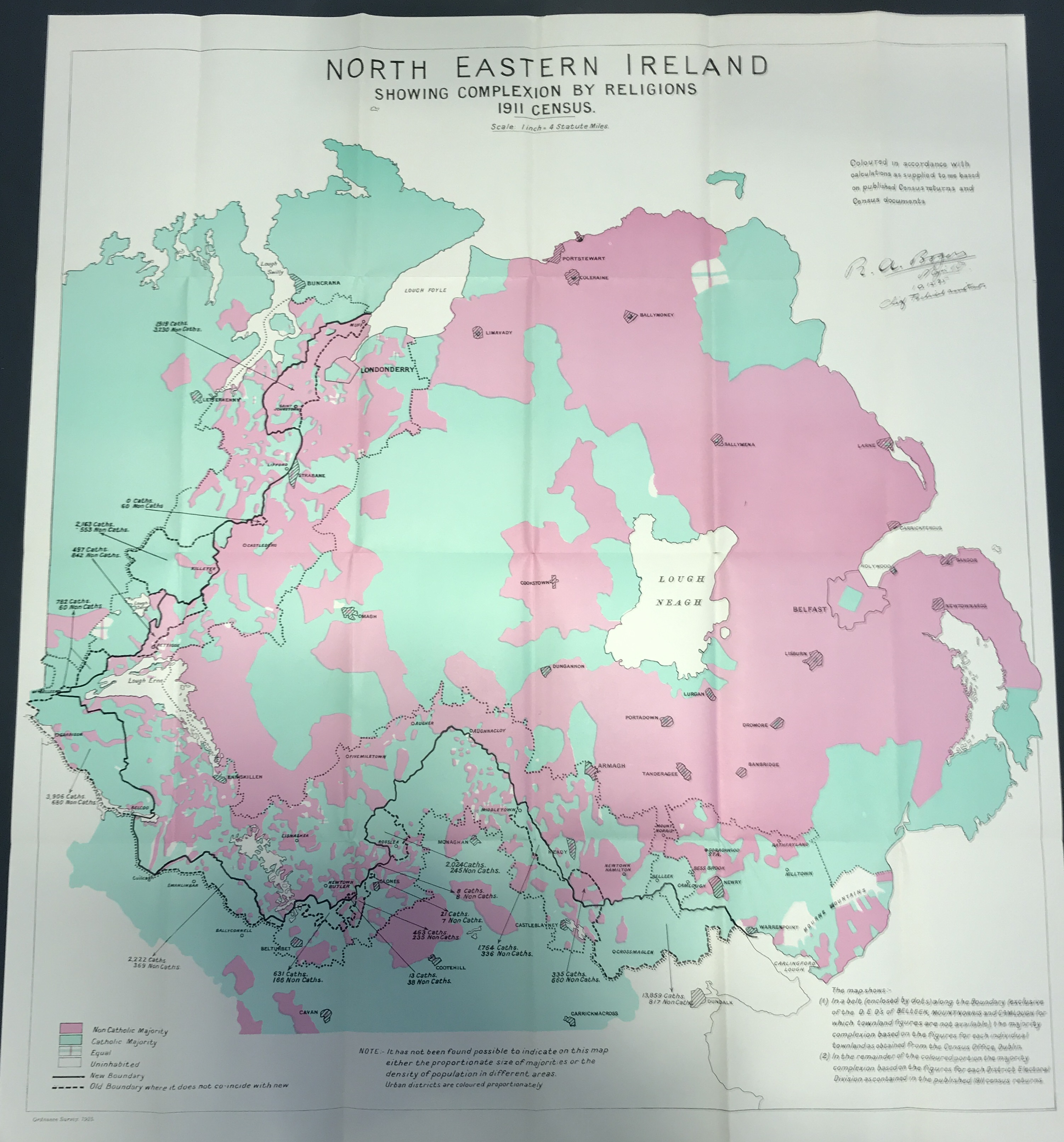
Az Ír Határbizottság végleges jelentésének térképe (1925) - vallási eloszlás. A zöld területek a katolikus többségű területeket, a piros területek a nem katolikus többségű területeket jelölik.

Az Ír Köztársasági Hadsereg háttérbe szorított maradéka túlélte az ír polgárháborút. Ez jelentős hatással volt Észak-Írországra. Bár az IRA az új ír határ mindkét oldalán be volt tiltva, ideológiailag továbbra is elkötelezett maradt mind az észak-írországi, mind a szabadállami kormány fegyveres erővel történő megdöntése mellett, Írország egyesítése érdekében. Az észak-írországi kormány 1922-ben elfogadta a különleges hatáskörökről szóló törvényt, amely széleskörű felhatalmazást adott a kormánynak és a rendőrségnek arra, hogy a gyanúsítottakat tárgyalás nélkül internálják, és a törvényes rend helyreállítása vagy fenntartása érdekében testi fenyítést, például korbácsolást alkalmazzanak. A törvényt még jóval azután is alkalmazták a nacionalisták ellen, hogy az erőszakos cselekmények véget értek ebben az időszakban. 1920-ban, az egyenjogúsági választásokon a nacionalisták számos helyi önkormányzatot, köztük Fermanagh és Tyrone megyei tanácsait, valamint a Derry városát irányító Londonderry kerületi tanácsot is ellenőrzésük alá vonták. Válaszul 1922-ben az új unionista kormány átrajzolta a választási határokat, hogy támogatóinak többséget biztosítson, és eltörölte az arányos képviseletet az egyszerű többségi szavazás javára. Ez azt eredményezte, hogy az unionisták olyan területek felett gyakoroltak ellenőrzést, mint Derry városa, Fermanagh és Tyrone, ahol valójában kisebbségben voltak a szavazók között.

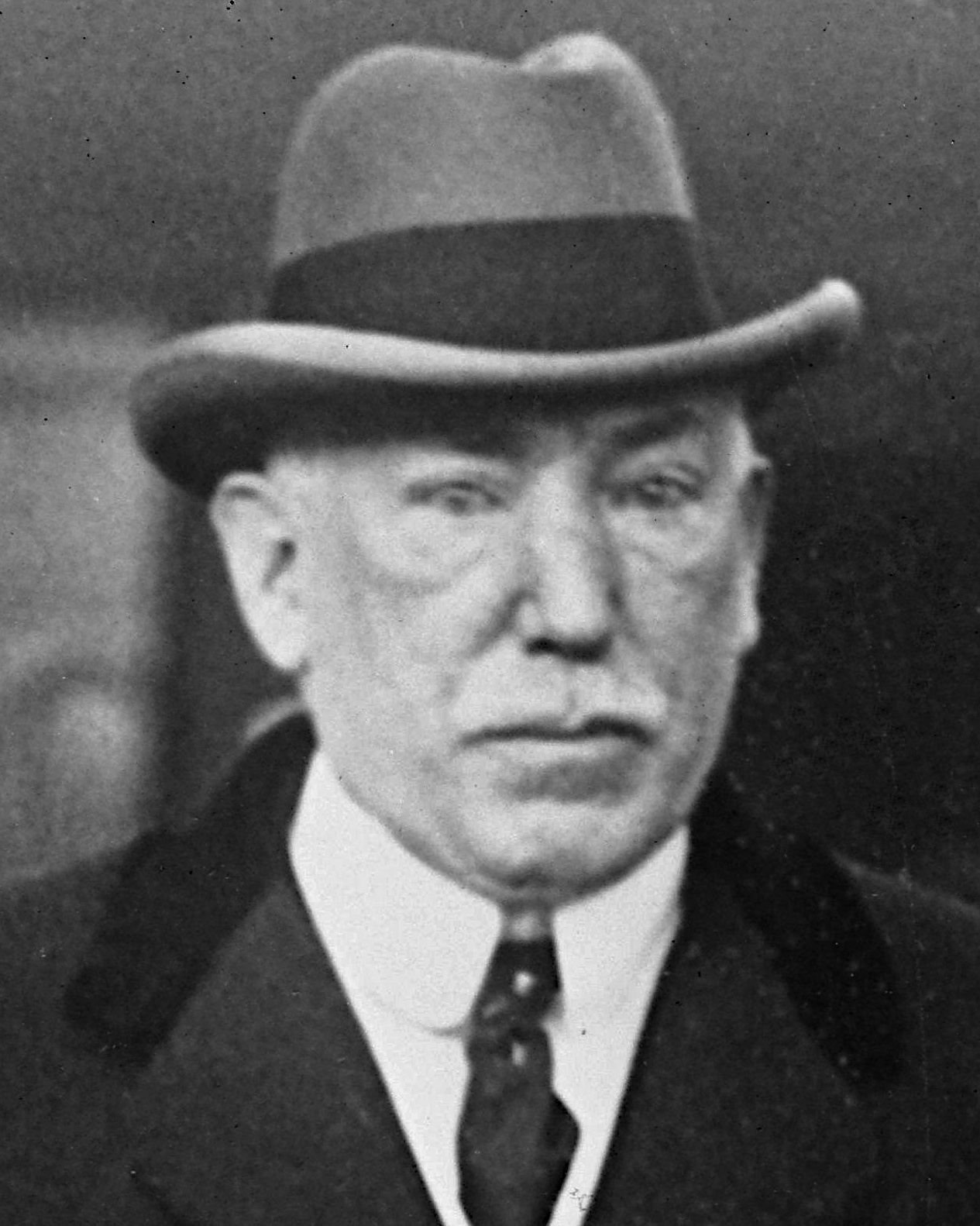
Sir James Craig, Észak-Írország első miniszterelnöke, aki azt mondta: "Csak azzal büszkélkedem, hogy protestáns parlament és protestáns állam vagyunk".

A két fél álláspontja ezután jól behatárolhatóvá vált. Az unionisták szemszögéből nézve az észak-írországi nacionalisták eredendően hűtlenek voltak, és eltökéltek abban, hogy az unionistákat az egyesült Írországba kényszerítsék. Ezt a fenyegetést úgy tekintették, mint ami igazolja az unionistáknak a lakhatás, a foglalkoztatás és más területeken való előnyben részesítését. A nagyobb családok elterjedését és ezáltal a gyorsabb népességnövekedés lehetőségét a katolikusok körében fenyegetésnek tekintették. Az unionista kormányok figyelmen kívül hagyták Edward Carson 1921-es figyelmeztetését, miszerint a katolikusok elidegenítése eleve instabillá teszi Észak-Írországot. Az 1920-as évek eleje után Észak-Írországban időnként előfordultak szakadár zavargások. Ezek közé tartoztak az 1930-as és 1950-es évek súlyos belfasti zavargásai, valamint az IRA rövid északi hadjárata az 1940-es években és az 1956 és 1962 közötti határmenti hadjárat, amelyek nem élveztek széles körű támogatást a nacionalisták körében. Miután az IRA 1962-ben leállította a hadjáratát, Észak-Írország rövid időre viszonylag stabil lett.

## 1960-as évek vége
A zavargások kezdetének pontos dátumát illetően kevés az egyetértés. Különböző írók különböző időpontokat említettek. Ezek között szerepel a modern Ulsteri Önkéntes Erők 1966-os megalakulása, az 1968. október 5-i derry-i polgárjogi felvonulás, az 1969. augusztus 12-i bogside-i ütközet kezdete vagy a brit csapatok 1969. augusztus 14-i bevetése.

### Polgárjogi kampány és a szakszervezeti reakció
1966 márciusában és áprilisában az ír nacionalisták/republikánusok Írország-szerte felvonulásokat tartottak a húsvéti felkelés 50. évfordulója alkalmából. Március 8-án ír republikánusok egy csoportja felrobbantotta a dublini Nelson-oszlopot. Abban az időben az IRA gyenge volt, és nem vett részt fegyveres akcióban, de egyes unionisták figyelmeztettek, hogy hamarosan újjáéled, hogy újabb hadjáratot indítson Észak-Írország ellen. 1966 áprilisában a lojalisták Ian Paisley, egy protestáns fundamentalista prédikátor vezetésével megalapították az Ulsteri Alkotmányvédelmi Bizottságot (UCDC). A szervezet Ulsteri Protestáns Önkéntesek (UPV) néven félkatonai jellegű szárnyat hozott létre, hogy megbuktassa Terence O'Neillt, Észak-Írország miniszterelnökét. Bár O'Neill unionista volt, úgy látták, hogy túlságosan „puhány” a polgárjogi mozgalommal szemben, és ellenezték politikáját.
Ezzel egy időben Belfast Shankill negyedében létrejött egy lojalista csoport, amely magát az Ulsteri Önkéntes Erőnek (UVF) nevezte el. Vezetője Gusty Spence, egykori brit katona volt. Tagjai közül sokan az UCDC és az UPV tagjai is voltak. 1966 áprilisában és májusában benzinbombákat robbantottak számos katolikus otthonban, iskolában és üzletben. Egy gyújtóbomba megölt egy idős protestáns özvegyet, Matilda Gouldot. Május 21-én az UVF nyilatkozatot adott ki, amelyben "háborút" hirdetett az IRA és mindenki ellen, aki segít neki. Az UVF május 27-én lelőtt egy hazafelé tartó katolikus civilt, John Sculliont. A lojalista csoport egy hónappal később három katolikus civilt lőtt le, amint egy kocsmából távoztak, továbbá megölték Peter Wardot, egy Falls Road-i katolikust is. Nem sokkal később az UVF-et az észak-ír kormány betiltotta. Az Egyesült Királyság és az Ír Köztársaság máig terrorista szervezetnek tekinti.
Az 1960-as évek közepén Észak-Írországban erőszakmentes polgárjogi kampány kezdődött. Olyan csoportokból állt, mint az Észak-Írországi Polgárjogi Szövetség (NICRA), a Kampány a társadalmi igazságosságért, a Derryi Polgári Akcióbizottság és a Népi Demokrácia, mely szervezeteknek a következő célkitűzéseik voltak:
- a munkahelyi diszkrimináció megszüntetése – a bizonyítékok arra mutattak rá, hogy a katolikusok és a nacionalisták kisebb valószínűséggel kaptak meg bizonyos állásokat, különösen kormányzati állásokat.
- a lakáskiutalások terén tapasztalható diszkrimináció megszüntetése – a bizonyítékok arra mutattak rá, hogy az unionista irányítás alatt álló helyi tanácsok a protestánsok számára a katolikusok és a nacionalisták előtt osztottak ki lakásokat.
- egy ember, egy szavazat – Észak-Írországban a helyi választásokon csak a háztulajdonosok szavazhattak, míg az Egyesült Királyság többi részén minden felnőtt szavazhatott.
- a választási körzetek körzetesítésének megszüntetése – ez azt jelentette, hogy a nacionalisták kevesebb szavazati joggal rendelkeztek, mint az unionisták, még ott is, ahol a nacionalisták többségben voltak.
- a rendőrség (Royal Ulster Constabulary) reformja – a rendőrség több mint 90%-ban protestáns volt, és a szektarianizmus, valamint a rendőri brutalitás miatt kritizálták.
- a különleges hatáskörökről szóló törvény hatályon kívül helyezése – ez lehetővé tette a rendőrség számára, hogy házkutatást végezzen házkutatási parancs nélkül, letartóztasson és bebörtönözzön embereket vád vagy tárgyalás nélkül, betiltson bármilyen gyülekezést vagy felvonulást, és betiltson bármilyen kiadványt; a törvényt szinte kizárólag a nacionalisták ellen alkalmazták.[67][68][69][70]

Egyesek azzal gyanúsították és vádolták a NICRÁ-t, hogy egy republikánus frontcsoport, amelynek legfőbb célja Írország egyesítése. Bár a republikánusok és az IRA néhány tagja (amelyet akkoriban Cathal Goulding vezetett, és erőszakmentes programot követett) segítettek létrehozni és irányítani a mozgalmat, nem ők irányították azt, és nem ők voltak benne a domináns csoportosulás.
1968. június 20-án polgárjogi aktivisták, köztük a nacionalista Austin Currie parlamenti képviselő, egy caledoni ház elfoglalásával tiltakoztak a lakhatási diszkrimináció ellen. A helyi tanács a házat egy nőtlen 19 éves protestánsnak (Emily Beattie, az UUP egyik helyi politikusának titkárnője) ítélte oda két nagy, gyermekes katolikus család valamelyike helyett. Az RUC tisztjei – akik közül az egyik Beattie testvére volt – erőszakkal eltávolították az aktivistákat. Két nappal a tiltakozás előtt a szomszédos házat elfoglaló két katolikus családot is eltávolította a rendőrség. Currie a helyi tanácshoz és a Stormonthoz vitte panaszát, de távozásra szólították fel. Az eset felélénkítette a polgárjogi mozgalmat.

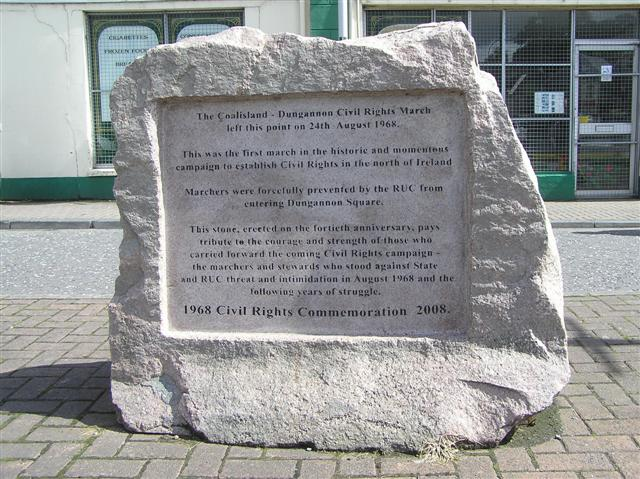
Észak-Írország első polgárjogi felvonulásának emlékműve

1968. augusztus 24-én a polgárjogi mozgalom megtartotta első polgárjogi menetét Coalislandból Dungannonba. A következő évben több felvonulást is tartottak. A lojalisták (különösen az UPV tagjai) megtámadtak néhány felvonulást, és ellentüntetéseket tartottak, hogy betiltsák ezeket a felvonulásokat. Mivel a rendőrség nem reagált a támadásokra, a nacionalisták úgy látták, hogy a szinte teljes egészében protestáns RUC a lojalistákat támogatja, és engedélyezi a támadásokat. 1968. október 5-én az északír kormány betiltott egy polgárjogi felvonulást Derryben. Amikor a felvonulók szembeszálltak a tiltással, az RUC tisztjei körbevették a felvonulókat, és válogatás nélkül bántalmazták őket, annak ellenére, hogy a felvonulók részéről nem történt provokáció. Több mint 100 ember megsérült, köztük több nacionalista politikus. Az incidenst televíziós híradósok lefilmezték, és világszerte bemutatták. Felháborodást keltett a katolikusok és a nacionalisták körében, és két napig tartó zavargásokat váltott ki Derryben a nacionalisták és az RUC között.
Néhány nappal később Belfastban megalakult egy diák polgárjogi csoport, a Népi Demokrácia. November végén O'Neill néhány engedményt ígért a polgárjogi mozgalomnak, de ezeket a nacionalisták túl kevésnek, a lojalisták pedig túl soknak tartották. 1969. január 1-jén a Népi Demokrácia négynapos menetelésbe kezdett Belfastból Derrybe, amelyet a lojalisták többször zaklattak és megtámadtak. A Burntollet hídnál a menetelőket mintegy 200 lojalista támadta meg, köztük néhány szolgálaton kívüli rendőr, vasrudakkal, téglákkal és palackokkal felfegyverkezve, egy tervezett rajtaütés során. Amikor a menet elérte Derry városát, ismét támadások érték. A felvonulók azt állították, hogy a rendőrség semmit sem tett a védelmük érdekében, és hogy néhány rendőr segített a támadóknak. Aznap este az RUC tisztjei Derry Bogside negyedében randalíroztak, katolikus házakat támadtak meg, megtámadták és megfenyegették a lakosokat, és szektás szidalmakkal illették őket. A lakosok ezután barikádokkal zárták le Bogside-ot, hogy távol tartsák a rendőröket, létrehozva a "Szabad Derryt", amely rövid időre a biztonsági erők számára tiltott terület lett.
1969 márciusában és áprilisában a lojalisták víz- és villamosenergia-berendezéseket robbantottak fel Észak-Írországban, a nyugvó IRA-t és a polgárjogi mozgalom tagjait okolva. Néhány támadás következtében Belfast nagy része áram és víz nélkül maradt. A lojalisták azt remélték, hogy a robbantások lemondásra kényszerítik O'Neillt, és véget vetnek a nacionalistáknak tett engedményeknek. Március 30. és április 26. között hat robbantás történt. Mindegyikért széles körben az IRA-t okolták, és brit katonákat küldtek a létesítmények őrzésére. Az unionisták támogatása O'Neill iránt csökkent, és április 28-án lemondott miniszterelnöki tisztségéről.

### 1969. augusztusi zavargások és következményei
Április 19-én összecsapásokra került sor a NICRA menetelői, az RUC és a lojalisták között a Bogside negyedben. Az RUC tisztjei behatoltak Samuel Devenny (42) független katolikus civil házába, és megverték őt, valamint két tizenéves lányát és a család egyik barátját. Az egyik lányt eszméletlenre verték, miközben épp egy műtétből lábadozott. Devenny szívrohamot kapott, és július 17-én belehalt sérüléseibe. Július 13-án az RUC tisztjei a Dungiveni összecsapások során megvertek egy katolikus civilt, Francis McCloskey-t (67). Másnap belehalt sérüléseibe.
Augusztus 12-én az Apprentice Boys of Derry nevű társaság számára engedélyezték, hogy a Bogside negyed szélén meneteljenek. A lojalisták és a nacionalista lakosok egymást gúnyolták, valamint rakétákat lőttek egymásra. Miután a nacionalisták kövekkel és benzinbombákkal dobálták őket, a lojalisták által támogatott RUC megpróbálta megrohamozni a Bogside városrészt. Az RUC könnygázt, páncélozott járműveket és vízágyúkat vetett be, de a több száz nacionalista sakkban tartotta őket. A folyamatos harcok, amelyek a Bogside-i csata néven váltak ismertté, három napig tartottak.
A derry-i eseményekre válaszul a nacionalisták tüntetéseket tartottak az RUC belfasti és más bázisainál. Ezek némelyike összecsapásokhoz vezetett az RUC-cal és támadásokhoz az RUC bázisai ellen. Belfastban a lojalisták válaszul megszállták a nacionalista negyedeket, házakat és üzleteket gyújtottak fel. Lövöldözésekre került sor a nacionalisták és az RUC, valamint a nacionalisták és a lojalisták között. A belfasti harcokban részt vett egy körülbelül harmincfős IRA-tagokból álló csoport is. Az RUC nehéz Browning gépfegyverekkel felszerelt Shorland páncélautókat vetett be. A Shorlandok kétszer nyitottak tüzet egy nacionalista negyedben lévő lakóházra, megölve egy kilencéves fiút, Patrick Rooneyt. Az RUC tisztjei tüzet nyitottak a lázadókra Armaghban, Dungannonban és Coalislandban.
A zavargások idején, augusztus 13-án Jack Lynch kormányfő televíziós beszédet tartott. Elítélte az RUC-t, és azt mondta, hogy az ír kormány "nem nézheti tovább tétlenül, hogy ártatlan emberek megsérülnek, és talán még rosszabbul is járnak." Az ENSZ békefenntartó erőinek bevetését kérte, és azt mondta, hogy az ír hadsereg tábori kórházakat állít fel a határon, Donegal megyében, Derry közelében. Lynch hozzátette, hogy az ír újraegyesítés lesz az egyetlen végleges megoldás. Egyesek a beszédet katonai beavatkozással való fenyegetésként értelmezték. A zavargások után Lynch utasította az ír hadsereget, hogy tervezzenek egy esetleges észak-írországi humanitárius beavatkozást. Az „Armageddon-gyakorlat” nevet viselő tervet elutasították, és harminc évig titkosítva maradt.
Augusztus 14-15-én brit csapatokat vezényeltek Derrybe és Belfastba a rend helyreállítására, de nem próbáltak meg behatolni a Bogside területére, így a zavargásoknak ideiglenesen véget vetettek. Tíz embert megöltek, köztük a kilencéves Patrick Rooney-t (az első gyermeket, akit a konfliktus során rendőrök öltek meg), és 745-en megsebesültek, köztük 154-en lőtt sebeket szenvedtek. 154 házat és más épületet romboltak le, és több mint 400-at kellett javítani, a megrongált épületek 83%-ában katolikusok laktak. 1505 katolikus és 315 protestáns család kényszerült elhagyni otthonát július és szeptember között. Az ír hadsereg menekülttáborokat hozott létre a Köztársaság területén a határ közelében. A nacionalisták kezdetben örömmel fogadták a brit hadsereget, mivel nem bíztak az RUC-ban.
Szeptember 9-én az Észak-Írországi Közös Biztonsági Bizottság a Stormont-kastélyban ülésezett, és az alábbi határozatot hozta:

„Egy békevonal jön létre, fizikailag elválasztva egymástól a Falls és a Shankill területén lévő közösségeket. Kezdetben ez egy ideiglenes szögesdrótkerítés formájában valósulna meg, amelyet a hadsereg és a rendőrség őrizne... Megállapodás született, hogy a békevonal semmiképp sem állandó jelleggel jön létre, bár elismerték, hogy a kordonokat egyes helyeken meg kellene erősíteni.”

– Conclusions of a meeting of the Joint Security Committee held on Tuesday, 9th September, 1969, at Stormont Castle [PRONI Public Records HA/32/3/2]. CAIN. [2019. február 26-i dátummal az eredetiből archiválva]. (Hozzáférés: 2019. április 13.)

Szeptember 10-én a brit hadsereg megkezdte az első "békefal" építését. Ez volt az első az Észak-Írországban található számos ilyen fal közül, amelyek napjainkban is állnak.
A zavargások után felállították a „Hunt-bizottságot” az RUC felülvizsgálatára. Október 12-én tette közzé jelentését a bizottság, amelyben azt javasolta, hogy az RUC váljon fegyvertelen erővé, és hogy az Ulsteri Speciális Csendőrséget (Ulster Special Constabulary – USC) oszlassák fel. Aznap este a lojalisták Belfast utcáira vonultak, hogy tiltakozzanak a jelentés ellen. A Shankillben történt erőszakos cselekmények során az UVF tagjai lelőtték Victor Arbuckle-t, az RUC egyik tisztjét. Ő volt az első RUC-tiszt, akit a zavargások során megöltek. 1969 októberében és decemberében az UVF több kisebb robbantásos merényletet hajtott végre az Ír Köztársaságban.

## 1970-es évek

### Az erőszak tetőzése és a Stormont összeomlása

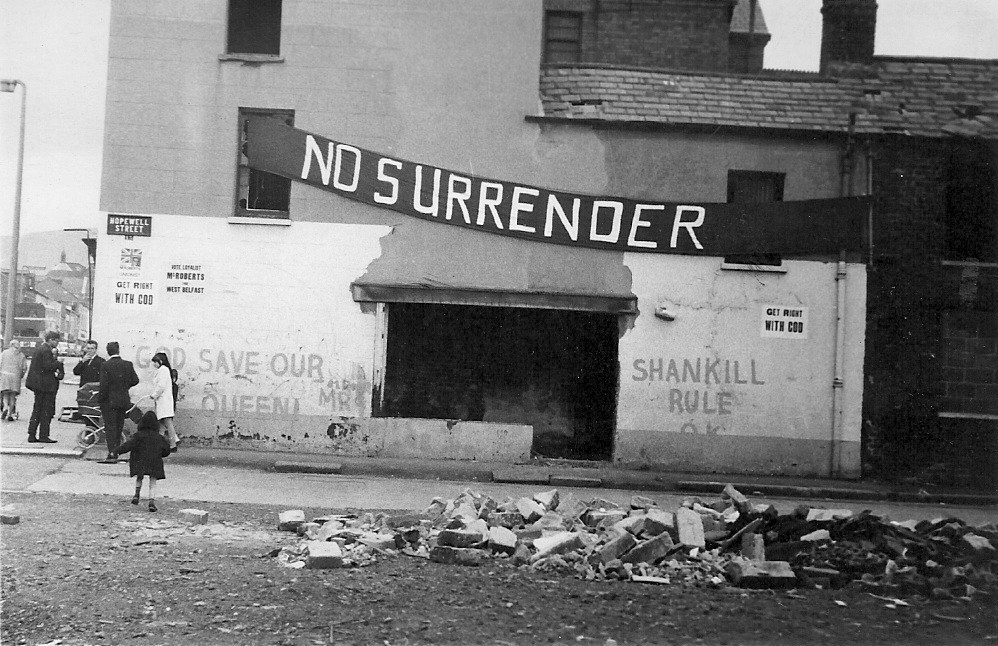
Loyalista transzparens és graffiti egy épületen a belfasti Shankill Road negyedben, 1970

Annak ellenére, hogy a brit kormány igyekezett „semmit sem tenni, ami a közösség egy részével szembeni részrehajlásra utalna”, és hogy a hadsereg és a helyi lakosság közötti kapcsolat javult, miután a hadsereg 1970 augusztusában segítséget nyújtott az árvízkárok elhárításban, a falls-i kijárási tilalom és a helyzet, amelyet akkoriban úgy jellemeztek, mint „a felekezeti ellentétek fellángolása, amelyet az IRA és más szélsőségesek szándékosan kihasználnak”, azt jelentette, hogy a katolikus lakosság és a brit hadsereg közötti kapcsolatok gyorsan megromlottak.
1970 és 1972 között Észak-Írországban politikai erőszak robbanásszerűen megnőtt. A 70-es évek elején a leghalálosabb támadás az UVF által 1971-ben elkövetett McGurk's Bar elleni merénylet volt. 1972-ben az erőszak tetőzött, amikor közel ötszáz ember – valamivel több mint a fele civil – vesztette életét, ami az egész konfliktus legsúlyosabb évének számított.
1971 végére 29 barikád állt Derryben, amelyek elzárták a Free Derry néven ismert területre való bejutást; ezek közül 16 még a brit hadsereg egytonnás páncélozott járművei számára is járhatatlan volt. A nacionalista vagy republikánus „no-go zónák” közül sokat az Ír Köztársasági Hadsereg két csoportosulásának – az Ideiglenes IRA és a Hivatalos IRA – valamelyike ellenőrzött. Több okot is felhoztak arra, hogy miért fokozódott az erőszak ezekben az években.
Az unionisták szerint a fő ok az Ideiglenes IRA és a Hivatalos IRA megalakulása volt, különösen az előbbié. Ez a két csoport akkor alakult, amikor az IRA „ideiglenes” és „hivatalos” csoportokra szakadt. Míg a régebbi IRA az erőszakmentes polgári agitációt vallotta, addig az új, Ideiglenes IRA eltökélte, hogy „fegyveres küzdelmet” folytat a brit uralom ellen Észak-Írországban. Az új IRA hajlandó volt a „katolikus közösség védelmezőjének” szerepét vállalni, ahelyett, hogy a munkásosztály ökumenikus egységét kereste volna mindkét közösségen keresztül.
A nacionalisták számos eseményre hivatkoznak ezekben az években, hogy megmagyarázzák az erőszak fellángolását. Az egyik ilyen esemény az 1970. júliusi falls-i kijárási tilalom volt, amely során 3000 katona felügyelte kijárási tilalom volt érvényben Belfast nacionalista Lower Falls negyedében. Ezalatt a katonák több mint 1500 lőszert lőttek ki a Hivatalos IRA-val folytatott tűzharcokban, és négy embert megöltek. A másik esemény a tárgyalás nélküli internálás bevezetése volt 1971-ben (a kezdeti 350 fogvatartott közül egy sem volt protestáns). Ráadásul a gyenge hírszerzés miatt az internáltak közül nagyon kevesen voltak akkoriban ténylegesen republikánus aktivisták, de néhány internált a tapasztalatok hatására egyre inkább radikalizálódott.
1971 augusztusában tíz civilt lőttek agyon a belfasti Ballymurphy mészárlásban. A 2021-es halottkémi vizsgálat szerint ártatlanok voltak, és a gyilkosságok indokolatlanok voltak. Kilenc áldozatot a brit hadsereg lőtt le.

### Véres vasárnap
Véres Vasárnap néven az 1972. január 30-ai napon történt eseményekre hivatkoznak, mely során Derryben egy tiltott internálásellenes tüntetésen tizenhárom fegyvertelen embert lelőtt a brit hadsereg (egy tizennegyedik személy néhány hónappal később belehalt sérüléseibe), míg tizenöt másik civil megsebesült. A tüntetést az Észak-Írországi Polgárjogi Szövetség (NICRA) szervezte. Az érintett katonák az 1. zászlóalj, ejtőernyős ezred tagjai voltak, más néven "1 Para".
Ez volt az egyik legkiemelkedőbb esemény a zavargások idején, mivel ez volt a legnagyobb számú, egyetlen lövöldözés során megölt civil. A Véres Vasárnap nagyban növelte a katolikusok és az ír nacionalisták ellenségességét a brit hadsereggel és a kormánnyal szemben, miközben jelentősen fokozta a feszültséget. Ennek eredményeképpen az Ideiglenes IRA nagyobb támogatottságra tett szert, elsősorban a helyi területek növekvő számú újoncai révén.
Az internálás bevezetését követően számos tűzharcra került sor a brit hadsereg és az ideiglenes, illetve a hivatalos IRA között. Ezek közé tartozott a springmartini csata és a lenadooni csata. 1971 és 1975 között 1981 embert internáltak, 1874-en katolikusok/republikánusok, 107-en pedig protestánsok/lojalisták voltak. A fogvatartottakkal szembeni visszaélésekről, sőt kínzásokról szóló széles körű vádak is elhangzottak, 1972-ben pedig a rendőrség és a hadsereg által a kihallgatáshoz használt „öt technikát” egy brit kormányzati vizsgálatot követően törvénytelennek nyilvánították.
Az Ideiglenes IRA – vagy „Provos”, ahogyan ismertté váltak – a nacionalista közösség védelmezőjeként igyekezett magának érvényt szerezni. A Hivatalos IRA (OIRA) a folyamatos erőszakra reagálva saját fegyveres hadjáratba kezdett. Az Ideiglenes IRA támadó hadjárata 1971 elején kezdődött, amikor a Hadseregtanács jóváhagyta a brit hadsereg elleni támadásokat.
1972-ben az Ideiglenes IRA megölte a biztonsági erők mintegy száz tagját, ötszáz másikat megsebesített, és mintegy 1300 robbantásos merényletet hajtott végre, főként olyan kereskedelmi célpontok ellen, amelyeket „a mesterséges gazdaságnak” tekintettek. Bombázási kampányuk számos civilt ölt meg, különösen a július 21-i Véres Pénteken, amikor huszonkét bombát robbantottak Belfast központjában, megölve öt civilt, két brit katonát, egy Royal Ulster Constabulary (RUC) tartalékost és egy Ulster Defence Association (UDA) tagot. Tíz nappal később kilenc civil halt meg egy hármas autós robbantásban Claudyban. Az IRA-t vádolják e robbantások elkövetésével, de erre a vádra még nem hoztak nyilvánosságra bizonyítékot.
1972-ben a Hivatalos IRA kampánya nagyrészt eredménytelen volt. Az aldershot-i robbantás, amely az ejtőernyős ezred laktanyája elleni támadás volt a Véres Vasárnap megtorlásaként, öt takarítónőt, egy kertészt és egy katonai lelkészt ölt meg. A Hivatalos IRA áprilisban megölt három katonát Derryben, de ugyanebben a hónapban a Hivatalos IRA egyik tagját, Joe McCannt az ejtőernyős ezred ölte meg Belfastban. A Hivatalos IRA 1972 májusában leállította hadjáratát.
A brit csapatok koncentrációja a polgári lakossághoz viszonyított 20:1000 arányában érte el a csúcsot, ami a legmagasabb arány a felkelésellenes hadviselés történetében, magasabb, mint a „maláj vészhelyzet”/„britellenes nemzeti felszabadító háború” során elért arány, amelyhez a konfliktust gyakran hasonlítják. A Motorman hadművelet az ír függetlenségi háború óta a legnagyobb katonai művelet volt Írországban. Összesen csaknem 22 000 brit katona vett részt benne, A július 31-ét megelőző napokban mintegy 4000 plusz katonát vittek Észak-Írországba.
Az 1972-es ideiglenes tűzszünet és a brit tisztviselőkkel folytatott tárgyalások ellenére az Ideiglenes IRA tagjai eltökéltek voltak abban, hogy az egyesült Írország megvalósításáig folytatják a hadjáratot. Az Egyesült Királyság londoni kormánya, mivel úgy vélte, hogy az észak-írországi közigazgatás képtelen megfékezni a kialakuló helyzetet, igyekezett átvenni az ottani törvényesség és rend feletti ellenőrzést. Mivel ez elfogadhatatlan volt az északír kormány számára, a brit kormány sürgősségi törvényt (az 1972. évi Észak-Írországról szóló (ideiglenes rendelkezésekről szóló) törvényt) hozott, amely felfüggesztette az unionisták által ellenőrzött stormonti parlamentet és kormányt, valamint bevezette a londoni központú „közvetlen kormányzást”.
A közvetlen kormányzást eredetileg rövid távú intézkedésnek szánták, a középtávú stratégia az volt, hogy Észak-Írországban az unionisták és a nacionalisták számára egyaránt elfogadható alapon helyreállítsák az önkormányzatiságot. A megállapodás azonban nem sikerült, és a politikai patthelyzetben a hetvenes, nyolcvanas és kilencvenes években is folytatódtak a zavargások. A Belfastban és Derryben lévő „no-go zónák” léte kihívást jelentett a brit kormány észak-írországi tekintélyére nézvést, és a brit hadsereg 1972. július 31-én a Motorman hadműveletben lerombolta a barikádokat, továbbá visszaállította az ellenőrzést a területek felett.

### Sunningdale-i megállapodás és Ulsteri Munkástanács sztrájkja
1973 júniusában, a brit Fehér Könyv megjelenését és az Észak-Írország státuszáról márciusban tartott népszavazást követően új parlamenti testület, az Észak-Írországi Közgyűlés jött létre. Ennek választásait június 28-án tartották. 1973 októberében a többségi nacionalista és unionista pártok a brit és az ír kormánnyal együtt megtárgyalták a Sunningdale-i megállapodást, amelynek célja egy Észak-Írországon belüli politikai rendezés volt, de a Köztársaságot is magában foglaló, úgynevezett „ír dimenzióval”. A megállapodás hatalommegosztásról rendelkezett – egy olyan végrehajtó testület létrehozásáról, amelyben unionisták és nacionalisták egyaránt helyet kapnak –, valamint egy „Írországi Tanácsról” – egy olyan testületről, amely Észak-Írország és a Köztársaság minisztereiből áll, és amelynek célja a határokon átnyúló együttműködést ösztönözni.
Az unionistákat megosztotta a Sunningdale ügye, amelyet az IRA is ellenzett; a szervezet célja továbbra is Észak-Írország az Egyesült Királyság részeként való felszámolása. Sok unionista ellenezte a hatalom megosztásának koncepcióját, azzal érvelve, hogy nem lehet megosztani a hatalmat azokkal (nacionalistákkal), akik az állam megsemmisítésére törekedtek. Talán ennél is jelentősebb volt azonban az unionisták ellenállása az „ír dimenzióval” és az Ír Tanáccsal szemben, amelyet úgy tekintettek, mint egy várakozó, egész Írországot átfogó parlamentet. Hugh Logue, a Szociáldemokrata és Munkáspárt (SDLP) fiatal tanácsosa a dublini Szentháromság Főiskola hallgatósága előtt tett megjegyzései, miszerint a Sunningdale az az eszköz, „amellyel az unionistákat az egyesült Írországba fogják terelni”, szintén rontották a megállapodás jelentős unionista támogatásának esélyeit. 1974 januárjában Brian Faulknert épphogy leváltották az UUP vezetői posztjáról, és Harry West lépett a helyébe, bár Faulkner megtartotta vezérigazgatói pozícióját az új kormányban. Az 1974 februárjában tartott brit parlamenti választások lehetőséget adtak a Sunningdale-ellenes unionistáknak, hogy „Dublin csak egy Sunningdale-re van” szlogennel teszteljék az unionisták véleményét, és az eredmény felerősítette a támogatásukat: a 12 képviselői helyből 11-et nyertek meg, a szavazatok 58%-át szerezték meg, a maradék nagy részét a nacionalisták és a Sunningdale-párti unionisták kapták.
Végül azonban a Sunningdale-i megállapodást a lojalista félkatonai erők (elsősorban az Ulsteri Védelmi Szövetség, amely akkoriban több mint 20 000 főt számlált) és az Ulsteri Munkástanácsot alkotó munkások tömeges fellépése buktatta meg. Általános sztrájkot szerveztek, az Ulsteri Munkástanács sztrájkját. Ez súlyosan korlátozta az üzleti életet Észak-Írországban, és leállította az olyan alapvető szolgáltatásokat, mint a víz és az áram. A nacionalisták szerint a brit kormány nem tett eleget a sztrájk megtörése és a Sunningdale-kezdeményezés fenntartása érdekében. Bizonyítékok vannak arra, hogy a sztrájkot az MI5 tovább bátorította, ami része volt a Harold Wilson brit miniszterelnök kormányának „dezorientálására” irányuló kampányuknak. Ilyen ellenállással szembesülve a Sunningdale-párti szakszervezetisek kiléptek a hatalommegosztó kormányból, és az új rendszer összeomlott. Három nappal az UWC-sztrájk után, 1974. május 17-én a péntek esti csúcsforgalomban két UVF-csoport a belfasti és a közép-ulsteri brigádokból, három, figyelmeztetés nélküli autóbombát robbantott Dublin belvárosában, 26 halálos áldozatot és közel 300 sebesültet követelve. Kilencven perccel később Monaghanban egy negyedik autóbomba robbant fel, további hét ember halálát okozva. Soha senkit nem ítéltek el ezekért a robbantásokért, melyek az egyetlen nap alatt elkövetett, legtöbb emberéletet követelő támadásnak bizonyultak az Észak-írországi konfliktus alatt.

### A független Észak-Írországra vonatkozó javaslat
Harold Wilson 1971-ben titokban találkozott az IRA-val, amikor még az ellenzék vezetője volt; kormánya 1974 végén és 1975 elején ismét találkozott az IRA-val, hogy tűzszünetről tárgyaljon. A találkozók során a felek megvitatták a független Észak-Írországból való brit kivonulás lehetőségét. Sunningdale kudarca miatt Londonban 1975 novemberéig komolyan fontolgatták a függetlenséget. Ha a kivonulás megtörtént volna – amit Wilson támogatott, de mások, köztük James Callaghan ellenezte –, a régió a Brit Nemzetközösség különálló uradalmává vált volna.
Egy illegális szervezettel folytatott brit tárgyalások feldühítették az ír kormányt. Nem ismerte az eljárásukat, de attól tartott, hogy a britek Észak-Írország elhagyását fontolgatják. Garret FitzGerald külügyminiszter 1975 júniusában egy memorandumban tárgyalta a rendezett kivonulás és a függetlenség, a sziget újrafelosztásának vagy Észak-Írország polgárháborúba és anarchiába való zuhanásának lehetőségeit. A memorandum a három „legrosszabb forgatókönyv” közül a legjobbnak a tárgyalás útján elért függetlenséget tartotta, de arra a következtetésre jutott, hogy az ír kormány nem sokat tehet. Az ír kormány már 1972-ben sem tudta megakadályozni, hogy az IRA felgyújtsa a brit nagykövetséget. Úgy vélte, hogy az ország 12 500 fős kis létszámú hadseregét nem tudja negatív következmények nélkül bővíteni. Egy polgárháború Észak-Írországban sok halálos áldozatot követelne, és súlyos következményekkel járna a Köztársaságra nézve, mivel a közvélemény követelné, hogy avatkozzon be a nacionalisták védelmében. FitzGerald figyelmeztette Callaghant, hogy a beavatkozás elmaradása – annak ellenére, hogy Írország erre képtelen – „veszélyeztetné a demokratikus kormányzást a Köztársaságban”, ami viszont veszélyeztetné a brit és az európai biztonságot a kommunista és más külföldi nemzetekkel szemben.
Az ír kormány annyira rettegett a független Észak-Írország következményeitől, hogy FitzGerald nem volt hajlandó arra kérni a briteket, hogy ne vonuljanak vissza – mivel attól tartott, hogy a kérdés nyílt megvitatása lehetővé tenné a britek számára a folytatást –, és a kormány más tagjai ellenezték, hogy az ír kabinet egyáltalán megvitassa a FitzGerald által „végítélet forgatókönyvnek” nevezett kérdést. 2006-ban azt írta, hogy „sem akkor, sem azóta nem ismerte fel az írországi közvélemény, hogy Harold Wilson miniszterelnökségének utolsó két évében egész szigetországunk milyen közel került a katasztrófához”.

### 1970-es évek közepe

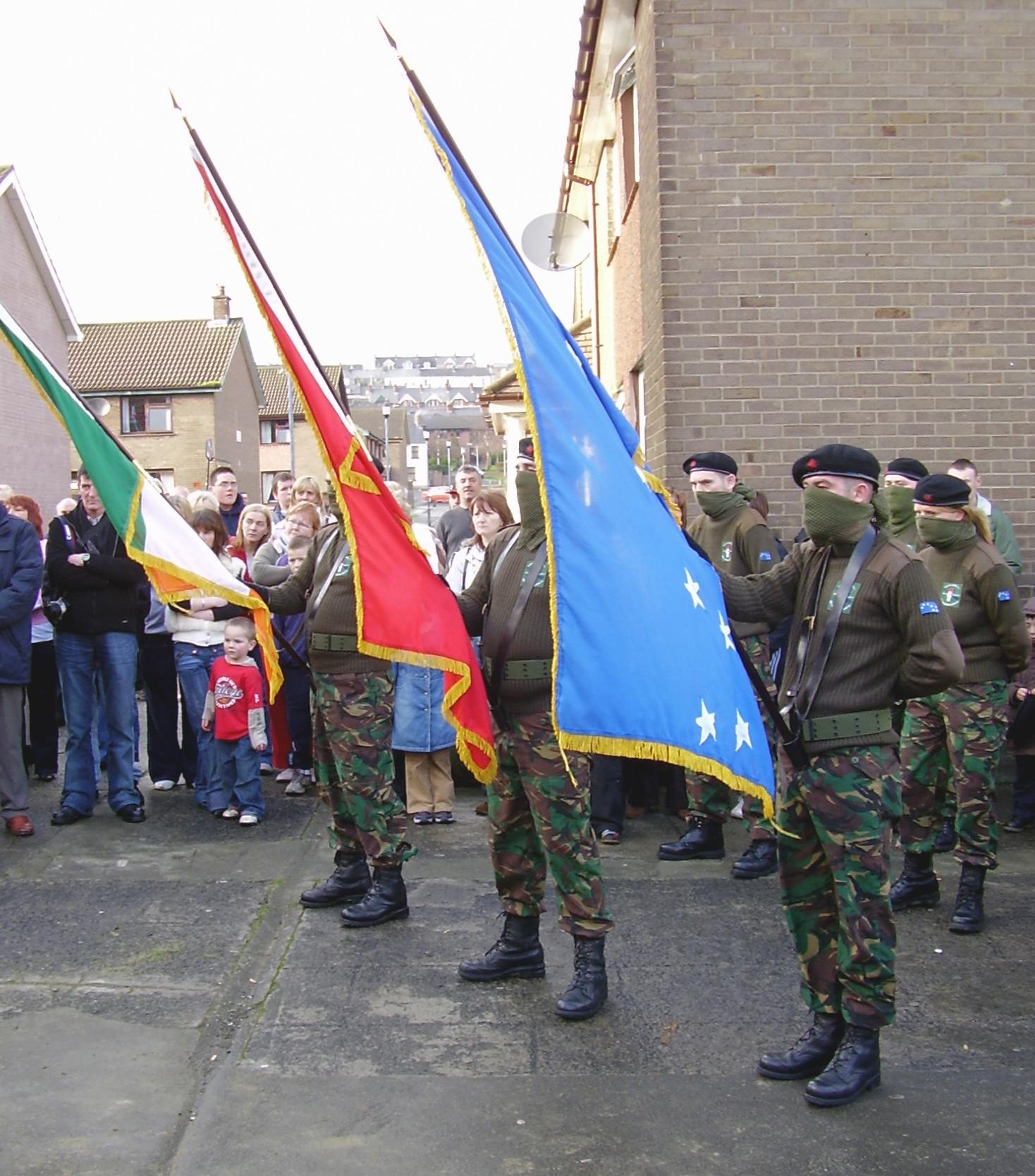
Az Ír Nemzeti Felszabadítási Hadsereg az 1970-es évek közepén kezdte meg működését

1974 februárjában az IRA időzített bombája 12 embert ölt meg egy autóbuszon az M62-es autópályán, Yorkshire nyugati részén. 1974 áprilisában Merlyn Rees, Észak-írország államtitkára feloldotta az UVF elleni tilalmat. Decemberben, egy hónappal a 21 ember halálát okozó birminghami kocsmai robbantások után az IRA tűzszünetet hirdetett; ez elméletileg a következő év nagy részében tartott volna. A tűzszünet ellenére 1975-ben a szakadár gyilkosságok és a rivális félkatonai csoportok közötti belső viszályok tovább fokozódtak. Ez tette 1975-öt a „konfliktus egyik legvéresebb évévé”.
1975. július 31-én a Newry melletti Buskhillben a népszerű ír kabarézenekar, a Miami Showband egy Banbridge-i fellépés után hazafelé tartott Dublinba, amikor az UVF Közép-Ulsteri Brigádjának fegyveresei brit katonai egyenruhát viselve rajtaütöttek az A1-es főúton egy hamis katonai ellenőrzőpontnál. A zenekar három tagját – két katolikust és egy protestánst – lelőtték, míg az UVF két embere akkor halt meg, amikor a bomba, amelyet a zenekar kisbuszára pakoltak, idő előtt felrobbant. Következő év januárjában a dél-armagh-i Kingsmillben tizenegy protestáns munkást lőttek le, miután egy fegyveres republikánus banda, amely magát South Armagh-i Köztársasági Akciócsoportnak nevezte, leszállította őket a buszról. Egy ember annak ellenére túlélte, hogy 18 lövést kapott, így tíz halálos áldozatot követelt a rajtaütés. Ezek a gyilkosságok állítólag megtorlásként történtek a Reavey és O'Dowd családok ellen előző este elkövetett lojalista kettős támadásért.
Az erőszak az 1970-es évek hátralévő részében is folytatódott. Ebbe beletartozott egy sor támadás Dél-Angliában 1974-ben és 1975-ben az Ideiglenes IRA aktív szolgálatot teljesítő egysége, a Balcombe Street-i banda által. 1975 októberében a brit kormány visszaállította az UVF elleni tilalmat, amely ezzel ismét illegális szervezetté vált. Az Ideiglenes IRA 1974. decemberi tűzszünete 1976 januárjában hivatalosan véget ért, bár a szervezet 1975-ben több támadást is végrehajtott. Elveszítette a hetvenes évek elején érzett reményét, hogy kikényszerítheti a britek gyors kivonulását Észak-Írországból, és ehelyett egy „hosszú háború” néven ismert stratégiát dolgozott ki, amely kevésbé intenzív, de tartósabb erőszakos hadjáratot jelentett, és amely a végtelenségig folytatódhatott. 1972-ben azonban a hivatalos IRA tűzszünete állandóvá vált, és a „hivatalos” mozgalom végül a Munkáspárttá alakult, amely teljesen elutasította az erőszakot. A „Hivatalosak” egy része – az Ír Nemzeti Felszabadítási Hadsereg – azonban 1974-ben is folytatta az erőszakos kampányt.

### 1970-es évek vége
Az 1970-es évek végére mindkét közösségben láthatóvá vált a háborús kimerültség. Ennek egyik jele volt a Béke Népének megalakulása, amely 1976-ban elnyerte a Nobel-békedíjat. A Béke Népe nagy tüntetéseket szervezett, amelyek a félkatonai erőszak megszüntetését követelték. Kampányuk azonban veszített lendületéből, miután felhívást intéztek a nacionalista közösséghez, hogy adjanak információt az IRA-ról a biztonsági erőknek.
1978 februárjában az IRA felrobbantotta a La Mon szállodai éttermet a Down megyei Comberben. Az évtized az IRA kettős támadásával zárult a britek ellen. 1979. augusztus 27-én Lord Mountbatten, miközben a Sligo megyei Mullaghmore-ban nyaralt, meghalt egy, a hajója fedélzetén elhelyezett bomba által. Három másik ember is életét vesztette: Lady Brabourne, Mountbatten vejének idős édesanyja; és két tinédzser, Mountbatten unokája és egy helyi hajós. Ugyanezen a napon tizennyolc brit katonát, többnyire az ejtőernyős ezred tagjait két távirányítású bomba megölte a Warrenpoint-i rajtaütésben Narrow Water Castle-nél, a Down megyei Warrenpoint közelében. Ez volt a brit hadsereg legnagyobb embervesztesége egyetlen incidens során a Banner hadművelet alatt.
Az egymást követő brit kormányok, miután nem sikerült politikai rendezést elérni, megpróbálták „normalizálni” Észak-Írországot. Ennek része volt a tárgyalás nélküli internálás megszüntetése és a félkatonai foglyok politikai státuszának megszüntetése. 1972-től kezdve a félkatonai csoportokat esküdtszék nélküli Diplock bíróságokon tárgyalták, hogy elkerüljék az esküdtek megfélemlítését. Elítélésük esetén közönséges bűnözőként kezelték őket. A republikánus foglyok ellenállása ezzel a politikával szemben oda vezetett, hogy a Maze börtönben több mint 500-an közülük „takarós” és „piszkos” tiltakozást kezdeményeztek. Tiltakozásuk 1980-ban és 1981-ben éhségsztrájkokban csúcsosodott ki, amelyek célja a politikai státusz visszaállítása, valamint egyéb engedmények elérése volt.

## 1980-as évek
Az 1981-es ír éhségsztrájkban tíz köztársasági fogoly (hét az Ideiglenes IRA és három az INLA tagja) halt éhen. Az első éhségsztrájkolót, Bobby Sandset a H-blokk ellenes listán választották be a parlamentbe, ahogyan Sands halála után az ő választási megbízottját, Owen Carront is. Az éhségsztrájkok sok nacionalista körében visszhangot keltettek és több mint 100 000 ember vett részt Sands gyászmiséjén Nyugat-Belfastban, és ezrek vettek részt a többi éhségsztrájkoló gyászmiséjén. Az ír köztársaságiak szempontjából ezeknek az eseményeknek az volt a jelentősége, hogy megmutatták a politikai és választási stratégia lehetőségét.
Az éhségsztrájkok nyomán a Sinn Féin, amely az Ideiglenes IRA politikai szárnyává alakult, először indult választásokon mind Észak-Írországban (tartózkodóként), mind a Köztársaságban. 1986-ban a Sinn Féin elismerte az ír Dáil legitimitását, ami miatt a tagok egy kis csoportja elszakadt és megalakította a Republikánus Sinn Féint. Az IRA „hosszú háborúját” az 1980-as években Líbiából érkező nagy mennyiségű fegyveradományok (mint az IRA ideiglenes fegyverimportja) lendítették fel, mivel Muammar Kadhafi neheztelt Margaret Thatcher brit miniszterelnök asszony kormányára, amiért támogatta a Reagan-kormányt Tripoli 1986-os bombázásában, amely állítólag Kadhafi egyik gyermekének halálát okozta. Az IRA emellett az Egyesült Államokban és máshol az ír diaszpórában élő támogatóktól is kapott anyagi hozzájárulást.

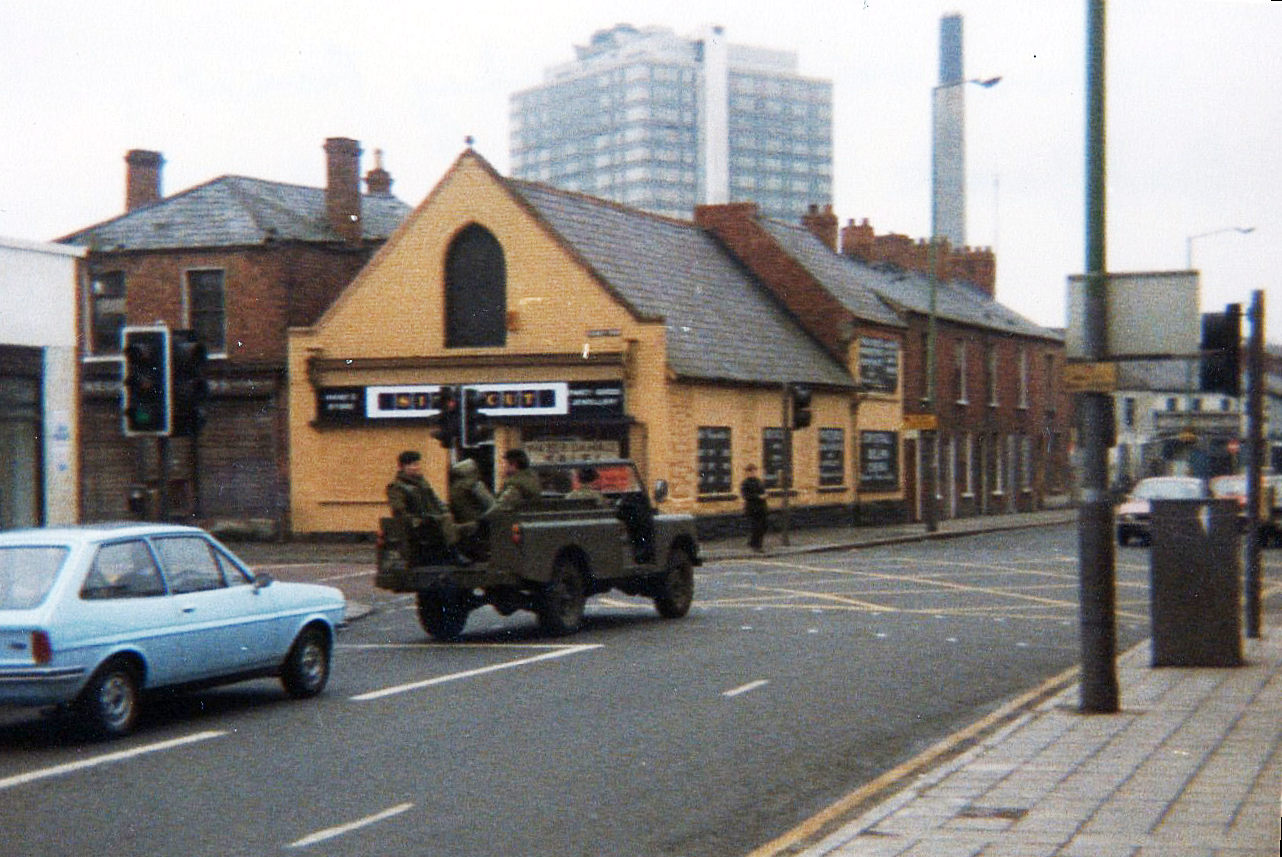
Brit hadsereg Dél-Belfastban, 1981-ben

1982 júliusában az IRA a londoni Hyde Parkban és a Regent's Parkban rendezett katonai ünnepségeken robbantott, négy katona, hét zenekari tag és hét ló meghalt. Az INLA tagjai rendkívül aktívak voltak az 1980-as évek elején és közepén. 1982 decemberében a Londonderry megyei Ballykellyben felrobbantottak egy diszkót, amelyet szolgálaton kívüli brit katonák látogattak, 11 katonát és hat civilt megölve. 1983 decemberében az IRA autóbombával támadta meg a Harrods áruházat, hat ember halálát okozva ezzel. Az IRA egyik legjelentősebb akciója ebben az időszakban az 1984. október 12-i brightoni szállodai robbantás volt, amikor egy 45 kilogrammos időzített bombát robbantottak a brightoni Grand Brighton Hotelben, ahol a Konzervatív Párt konferenciájára politikusok – köztük Margaret Thatcher – szálltak meg. A hajnali órákban felrobbant bomba öt embert ölt meg, köztük Sir Anthony Berry konzervatív képviselőt, és további 34 embert megsebesített.

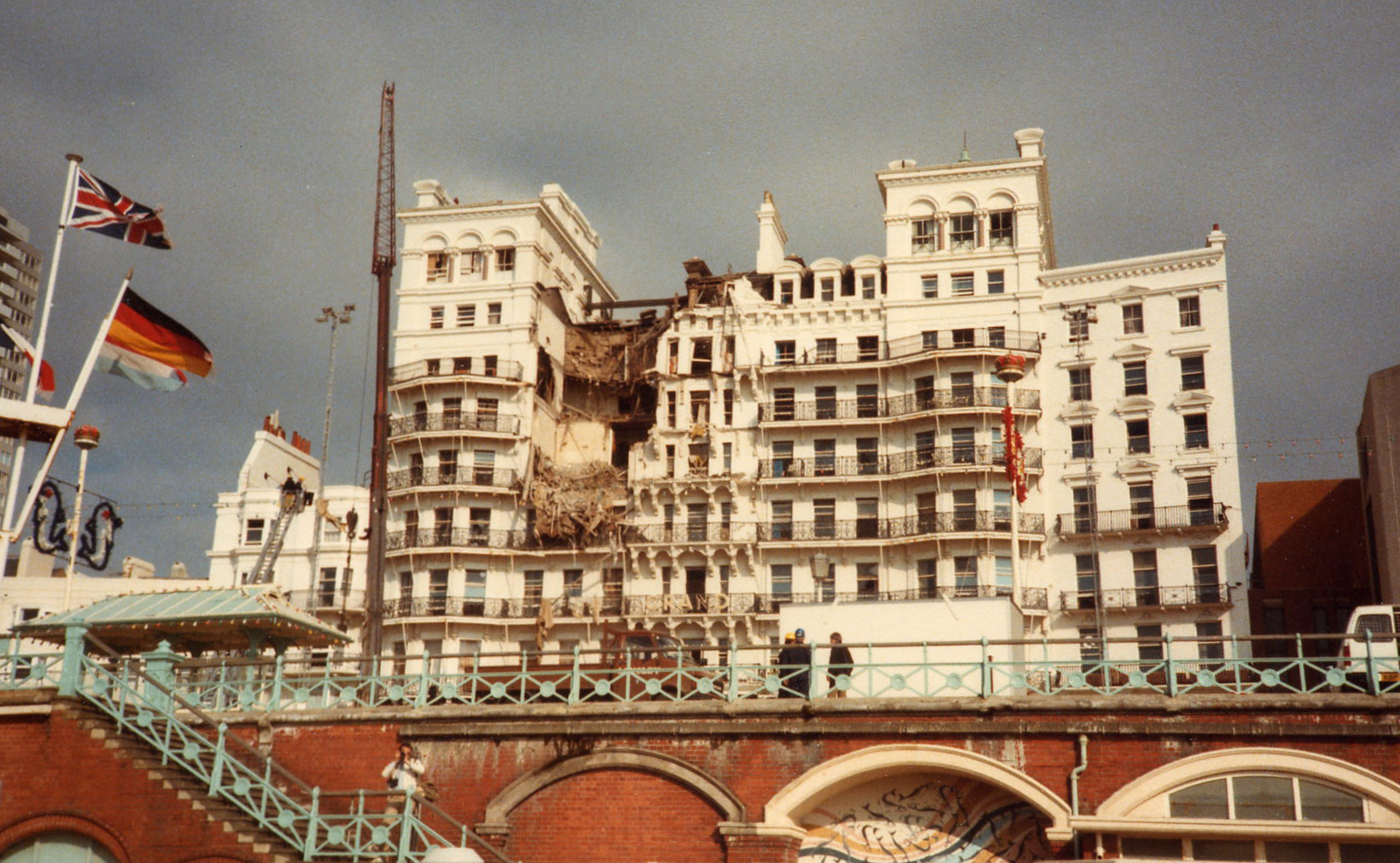
Grand Brighton Hotel az IRA bombatámadása után 1984 októberében

1985. február 28-án Newryben kilenc RUC-tiszt halt meg a rendőrőrs elleni aknatámadásban. Az akciót az IRA South Armagh brigádja és az egyik newry-i egysége tervelte ki. Kilenc lövedéket lőttek ki egy Mark 10-es aknavetőből, amelyet egy Crossmaglenben eltérített Ford furgon hátuljára szereltek fel. Nyolc lövedék eltalálta az állomást; a kilencedik egy hordozható kabinba csapódott be, amelyet kantinként használtak. Ez volt az RUC legnagyobb embervesztesége a zavargások alatt. 1987. május 8-án az IRA nyolc tagja bombával és fegyverekkel megtámadott egy RUC-állomást Loughgallban, Armagh megyében. 1987. május 8-án az SAS mind a nyolc tagot megölte – ez volt a legtöbb megölt IRA-tag egyetlen incidens során a zavargások alatt. 1987. november 8-án a brit nemzetközösség háborús áldozatainak emlékére rendezett ünnepségen az IRA időzített bombája robbant fel. A bomba a felvonulás középpontjában álló kenotáfium mellett lépett működésbe. Tizenegy ember (tíz civil és az RUC egy szolgáló tagja) meghalt, 63 pedig megsebesült. Ronnie Hill volt iskolaigazgató súlyosan megsérült a robbantásban, és két nappal később kómába esett, később pedig továbbra is ebben az állapotban maradt több mint egy évtizedig, mielőtt 2000 decemberében elhunyt. Az IRA végül bocsánatot kért azért, ami állítása szerint tévedés volt, és hogy a célpontja az emlékműhöz vonuló brit katonák voltak. A robbantást végrehajtó egységet feloszlatták. A robbantásra a lojalista félkatonai csoportok katolikusok, főként civilek elleni bosszúálló támadásokkal válaszoltak. Egy másik bombát a közeli Tullyhommonban helyeztek el egy párhuzamos Emlékezés napi megemlékezésen, de az nem robbant fel.
1988 márciusában az SAS lelőtte a robbantást tervező három IRA-önkéntest a Winston Churchill sugárúton lévő Shell benzinkútnál Gibraltárban. Ez a művelet Flavius hadművelet néven vált ismertté. A három önkéntes temetését a belfasti Milltown temetőben tartották, mely során az UDA egyik tagja, Michael Stone támadást intézett, a koporsó leeresztése közben gránátokat dobva, majd később rálőve az őt üldözőkre. Stone három embert ölt meg, köztük az IRA egyik önkéntesét, Kevin Bradyt. Stone-t a következő évben életfogytiglani börtönbüntetésre ítélték, de 11 évvel később a nagypénteki megállapodás értelmében szabadon engedték. A brit hadsereg két tizedese, David Howes és Derek Wood, akik civilben voltak, autójukkal belehajtottak Brady temetési menetébe Andersonstownban. A tömeg azt feltételezte, hogy a katonák lojalisták, akik meg akarják ismételni Stone támadását; több tucat ember vette körül és támadta meg az autójukat. A katonákat kirángatták az autójukból, az IRA elrabolta és agyonlőtte őket. Ez az eset a tizedesgyilkosságok néven vált ismertté.
1989 szeptemberében az IRA időzített bombával intézett támadást a kenti Dealben lévő Royal Marine Depot épületében, ahol 11 zenekari tag meghalt.
Az évtized vége felé a brit hadsereg igyekezett enyhíteni nyilvános megjelenését az olyan közösségek lakói felé, mint Derry, hogy javítsa a helyi közösség és a katonaság közötti kapcsolatot. A katonáknak azt mondták, hogy ne használják a puskájuk távcsövét az utcák pásztázására, mert a civilek azt hihetik, hogy célba veszik őket. A katonákat arra is ösztönözték, hogy az ellenőrzőpontoknál (és később más helyzetekben is) inkább baretteket viseljenek, mint sisakot, amelyet militaristának és ellenségesnek véltek. Felülvizsgálták a panasztételi rendszert – eddig ha a civilek úgy vélték, hogy a katonák zaklatják vagy bántalmazzák őket az utcán vagy házkutatások során, és panaszt tettek, soha nem tudták meg, hogy milyen intézkedéseket tettek (ha tettek egyáltalán). Az új szabályozás értelmében egy tisztnek fel kellett keresnie a panaszos házát, hogy tájékoztassa a panaszuk eredményéről.
Az 1980-as években lojalista félkatonai csoportok, köztük az Ulsteri Önkéntes Erők, az Ulsteri Védelmi Szövetség és az Ulsteri Ellenállás fegyvereket és robbanóanyagokat importáltak Dél-Afrikából. A beszerzett fegyvereket megosztották az UDA, az UVF és az Ulsteri Ellenállás között, bár a fegyverek egy részét (például a rakétagránátokat) alig használták. 1987-ben az Ír Népi Felszabadítási Szervezet (IPLO), az INLA egy szakadár frakciója véres viszályba szállt az INLA ellen, ami meggyengítette az INLA jelenlétét egyes területeken. 1992-re az IPLO-t a provizionisták megsemmisítették a kábítószer-kereskedelemben való részvétele miatt, ezzel véget vetve a viszálynak.

## 1990-es évek
Az 1980-as évek végétől kezdve, miközben az IRA folytatta fegyveres hadjáratát, politikai szárnya, a Sinn Féin, amelyet 1983 óta Gerry Adams vezetett, a konfliktus tárgyalásos úton történő lezárására törekedett, bár Adams pontosan megjósolta, hogy ez egy nagyon hosszú folyamat lesz. Azt prognosztizálta, hogy a háború még 20 évig fog tartani. Nyílt tárgyalásokat folytatott John Hume-mal – az SDLP vezetőjével – és titkos tárgyalásokat a kormány tisztviselőivel. A lojalisták a színfalak mögött is folytattak tárgyalásokat az erőszak befejezése érdekében, és a protestáns papságon, különösen a presbiteriánus lelkészen, Roy Magee tiszteletesen és Robin Eames anglikán érseken keresztül kapcsolatba léptek a brit és az ír kormánnyal.

### Fokozódás Dél-Armaghban

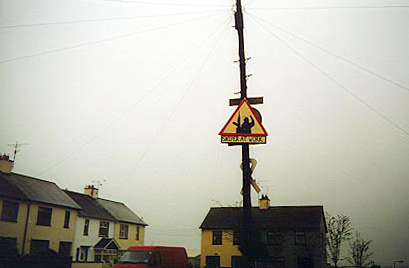
„Mesterlövész munkában” tábla Crossmaglenben

Az IRA Dél-Armagh-i Brigádja az 1970-es évek óta a vidéki Crossmaglen falut tette fellegvárává. A környező falvak, Silverbridge, Cullyhanna, Cullaville, Forkhill, Jonesborough és Creggan szintén az IRA fellegvárai voltak. 1978 februárjában Silverbridge közelében lelőtték a brit hadsereg Gazelle helikopterét, megölve ezzel Ian Corden-Lloyd alezredest.
Az 1990-es években az IRA új tervvel állt elő, hogy korlátozza a brit hadsereg gyalogos járőrözését Crossmaglen közelében. Két mesterlövészcsapatot állítottak fel a brit hadsereg és az RUC járőreinek megtámadására. Általában egy rögtönzött páncélozott autóból tüzeltek egy .50 BMG kaliberű Barett M82-es mesterlövészpuskával amelyeket az Egyesült Államokból csempésztek. Dél-Armagh környékén táblákat helyeztek ki, amelyeken az állt, hogy „Mesterlövész munkában”. A mesterlövészek a biztonsági erők összesen kilenc tagját ölték meg: hét katonát és két rendőrt. Az utolsó, akit a nagypénteki megállapodás előtt megöltek, egy brit katona, Steven Restorick tűzszerész volt.
Az IRA az 1980-as évek óta képessé vált helikopterek megtámadására Dél-Armaghban és egyéb helyeken, köztük a Tyrone és Monaghan közötti határ felett repülő Gazelle 1990-es lelövésével; az incidensnek nem volt halálos áldozata. Egy másik incidens, amelyben brit helikopterek is érintettek voltak Dél-Armaghban, a Newry Road-i csata volt 1993 szeptemberében. 1994-ben két másik helikoptert, a brit hadsereg egy Lynxét és a Királyi Légierő egy Pumáját lőtték le rögtönzött aknavetővel. Az IRA ebben az időszakban a biztonsági erők által nem támadott ellenőrzőpontokat állított fel Dél-Armaghban.

### Downing Street-i aknatámadás
1991. február 7-én az IRA megpróbált merényletet elkövetni John Major miniszterelnök és háborús kabinetje ellen, amikor aknavetővel lőtték a Downing Street 10. szám alatt álló épületet, ahol az öbölháborúról tárgyaltak. Az aknavetős merénylet csak négy sérültet követelt, ebből kettő rendőrtisztet, míg a miniszterelnök és a teljes háborús kabinet sértetlen maradt.

### Az első tűzszünet
A háttérben zajló politikai manőverek elhúzódó időszaka után, amelynek során a Baltic Exchange és a Bishopsgate londoni robbantások történtek, 1994-ben mind a lojalista, mind a köztársasági félkatonai csoportok tűzszünetet hirdettek ki. A tűzszüneteket megelőző évben Castlerockban tömeges lövöldözés történt, amelyben négy ember vesztette életét. Az IRA 1993 októberében a Shankill Roadon elkövetett robbantással válaszolt, amelynek célja az UDA vezetőségének megölése volt, ehelyett azonban nyolc protestáns, civil vásárló és egy alacsony rangú UDA-tag, valamint az egyik elkövető halt meg, aki a bomba idő előtti robbanása következtében vesztette életét. Az UDA nacionalista területeken elkövetett támadásokkal válaszolt, többek között egy tömeges lövöldözéssel Greysteelben, amelyben nyolc civilt öltek meg – hat katolikust és két protestánst.
1994. június 16-án, közvetlenül a tűzszünet előtt az Ír Nemzeti Felszabadítási Hadsereg három UVF-tagot ölt meg egy lövöldözés során a Shankill Roadon. Bosszúból három nappal később az UVF hat civilt ölt meg egy lövöldözésben egy kocsmában a Down megyei Loughinislandban. Az IRA a tűzszünetig hátralévő egy hónapban négy magas rangú lojalista félkatonai szervezet tagjait ölte meg, hármat az UDA-ból, egyet pedig az UVF-ből. Az IRA 1994. augusztus 31-én tűzszünetet hirdetett. A lojalista félkatonai erők, akik ideiglenesen az „Egyesített lojalista katonai parancsnokságban” egyesültek, hat héttel később viszonozták ezt. Bár ezek a tűzszünetek rövid távon nem jártak sikerrel, mégis hatékonyan véget vetettek a nagyszabású politikai erőszaknak, mivel előkészítették az utat a végleges tűzszünetek előtt.
1995-ben az Egyesült Államok George J. Mitchellt nevezte ki az Egyesült Államok észak-írországi különmegbízottjává. Mitchellről elismerték, hogy több mint egy jelképes megbízott, és hogy egy olyan elnököt (Bill Clinton) képvisel, akit mélyen érdekelnek az események. A brit és az ír kormány megegyezett abban, hogy Mitchell lesz a félkatonai csoportok lefegyverzésével foglalkozó nemzetközi bizottság elnöke.

### A második tűzszünet
1996. február 9-én, kevesebb mint két évvel a tűzszünet kihirdetése után az IRA a londoni Canary Wharf negyedben végrehajtott docklands-i robbantással felrúgta azt, két ember halálát és 39 sebesülését okozva, és 85 millió font kárt okozva a város pénzügyi központjában. A Sinn Féin a tűzszünet kudarcáért a brit kormányt okolta, amiért az nem volt hajlandó megkezdeni az összpárti tárgyalásokat, amíg az IRA nem szerelte le fegyvereit.
Ezt a támadást számos további követte, a legjelentősebb az 1996-os manchesteri merénylet, amely június 15-én a városközpont egy részét romba döntötte. Ez volt a második világháború óta a legnagyobb bombatámadás Nagy-Britanniában. Bár a támadásnak nem voltak halálos áldozatai a telefonos figyelmeztetésnek és a mentőszolgálatok gyors reagálásának köszönhetően, több mint 200 ember megsérült a támadásban, sokan közülük a felállított kordonon kívül. A robbanás által okozott kárt 411 millió fontra becsülték. Stephen Restorick őrvezető tűzszerészt, az utolsó brit katonát, akit a zavargások alatt megöltek, 1997. február 12-én az IRA dél-armagh-i mesterlövésze lőtte le a Bessbrook melletti Green Road egyik ellenőrzőpontjánál.
Az IRA 1997 júliusában visszaállította a tűzszünetet, amikor a Sinn Féin nélkül megkezdődtek a tárgyalások a nagypénteki megállapodás néven ismertté vált dokumentumról. Ugyanezen év szeptemberében a Sinn Féin aláírta a Mitchell-elveket és részt vehetett a tárgyalásokon. Az UVF volt az első félkatonai csoportosulás, amely a tűzszünet következtében kettévált, és 1996-ban létrehozta a Loyalista Önkéntes Erőket (LVF). 1997 decemberében az INLA meggyilkolta az LVF vezetőjét, Billy Wrightot, ami a lojalista csoportok által elkövetett bosszúgyilkosságok sorozatához vezetett. Egy csoport kivált az Ideiglenes IRA-ból, és megalakította a Valódi IRA-t (Real IRA, röviden RIRA).
1998 augusztusában egy RIRA-bomba Omaghban 29 civilt ölt meg, a legtöbbet egyetlen bomba által a zavargások alatt. Ez a robbantás lejáratta a „disszidens republikánusokat” és kampányaikat sokak szemében, akik korábban támogatták a provizionisták kampányát. Kis csoportokká váltak, kevés befolyással, de még mindig képesek voltak az erőszakra. 
Az 1998-as belfasti megállapodás után az INLA is tűzszünetet hirdetett. Azóta a legtöbb félkatonai erőszak a „saját” közösségeik és a szervezetükön belüli más frakciók ellen irányult. Az UDA például 2000 óta két alkalommal is összetűzésbe keveredett lojalista társaival az UVF-ből. Voltak belső hatalmi harcok a „brigádparancsnokok” között, és részt vettek a szervezett bűnözésben.
Azóta az Ideiglenes IRA tagjait megvádolták vagy elítélték többek között Robert McCartney, Matthew Burns, James Curran és Andrew Kearney meggyilkolásában való részvételért.

### Politikai folyamatok
A tűzszünet után megkezdődtek a tárgyalások a főbb észak-írországi politikai pártok között a politikai megállapodás érdekében. Ezek a tárgyalások vezettek az 1998-as nagypénteki megállapodáshoz. Ez a megállapodás a „hatalommegosztás” alapján visszaállította Észak-Írország önkormányzatát. 1999-ben megalakult a négy fő pártból, köztük a Sinn Féinből álló végrehajtó bizottság. További fontos változások közé tartozott az RUC reformja, amelyet Észak-Írország Rendőrségévé neveztek át, és amely tíz éven keresztül köteles volt legalább 50%-os arányban katolikusokat toborozni, valamint a Diplock bíróságok megszüntetése a 2007-es Igazságügyi és Biztonsági (Észak-Írország) törvény értelmében.
A szerződés részeként megkezdődött egy biztonsági normalizációs folyamat is, amely magában foglalta a brit hadsereg feleslegessé vált laktanyáinak, határmegfigyelő tornyainak fokozatos bezárását, valamint a Banner hadműveletben részt vevő összes erő kivonását – beleértve az ír királyi ezred helyi zászlóaljait –, amelyeket egy gyalogsági dandár váltott volna fel, amelyet tíz észak-írországi helyszínen telepítettek, de nem volt műveleti szerepe a tartományban.
A hatalommegosztó végrehajtó testület és a közgyűlés 2002-ben felfüggesztésre került, amikor az unionisták kivonultak a Stormontban működő IRA kémhálózat állítólagos létezéséről szóló „Stormontgate” vitát követően. Folyamatos feszültséget okozott, hogy az Ideiglenes IRA nem fegyverezte le magát teljes mértékben és kellő gyorsasággal. Az IRA leszerelése azóta (2005 szeptemberében) a legtöbb fél elégedettségére befejeződött.
A megállapodás óta az észak-írországi politika jellemzője, hogy az olyan pártok, mint az SDLP és az Ulsteri Unionista Párt (UUP), a választások tekintetében háttérbe szorultak az olyan rivális pártok, mint a Sinn Féin és a DUP mögött. Hasonlóképpen, bár a politikai erőszak jelentősen csökkent, a felekezeti ellenségeskedés nem szűnt meg. A lakónegyedek minden eddiginél jobban elkülönültek a katolikus nacionalisták és a protestáns unionisták között. Így a hatalommegosztó intézmények helyreállítása felé való haladás lassú és nagyon nehézkes volt. 2007. május 8-án Észak-Írországban visszatért a decentralizált kormányzás. A DUP vezetője, Ian Paisley és a Sinn Féin által képviselt Martin McGuinness lépett hivatalba első miniszterként, illetve miniszterelnök-helyettesként.

## A biztonsági erők és a félkatonai erők közötti együttműködés
A brit állambiztonsági erők (a brit hadsereg és az RUC) valamint a lojalista félkatonai erők közötti összejátszás számos esetben előfordult. Ide tartozott, hogy katonák és rendőrök szolgálaton kívül részt vettek lojalista támadásokban, fegyvereket és hírszerzési információkat adtak lojalistáknak, nem léptek fel ellenük, és akadályozták a rendőrségi nyomozást. A De Silva-jelentés megállapította, hogy az 1980-as években a lojalisták által célpontok ellen használt hírszerzési információk 85%-a a biztonsági erőktől származott, akiknek viszont kettős ügynökei és informátorai is voltak a lojalista csoportokon belül, akik a megbízóik utasítására vagy tudtával szerveztek támadásokat. A Stevens-vizsgálati csoport által letartóztatott 210 lojalista közül három kivételével mindegyikről kiderült, hogy államügynökök vagy besúgók voltak.
A brit hadsereg helyben toborzott Ulsteri Védelmi Ezrede (UDR) szinte teljes egészében protestánsokból állt. Az újoncok átvilágítása ellenére néhány lojalista militánsnak sikerült bevonulnia, főként azért, hogy fegyverekhez, kiképzéshez és információkhoz jussanak. Egy 1973-as brit kormányzati dokumentum (amelyet 2004-ben tártak fel), a Subversion in the UDR (Felforgatás az UDR-ben) című dokumentum szerint az UDR katonáinak 5-15%-a volt akkoriban lojalista félkatonai csoportok tagja. A jelentés szerint az UDR volt a fő fegyverforrás e csoportok számára, bár 1973-ra az UDR fegyvervesztesége jelentősen csökkent, részben a szigorúbb ellenőrzésnek köszönhetően. 1977-ben a hadsereg egy UDR-zászlóaljat vizsgált, amelynek székhelye a belfasti Girdwood laktanya volt. A vizsgálat megállapította, hogy 70 katona kapcsolatban állt az UVF-fel, és harminc katona csalárd módon 47 000 fontot utalt át az UVF-nek, valamint hogy az UVF tagjai a katonák étkezdéjében együtt étkeztek a katonákkal. Ezt követően kettőt elbocsátottak. A vizsgálatot leállították, miután egy magas rangú tiszt azt állította, hogy a vizsgálat ártott a morálnak. 1990-ig legalább 197 UDR-katonát ítéltek el lojalista terrorista bűncselekmények és más súlyos bűncselekmények miatt, köztük 19-et gyilkosságért. Ez csak egy kis töredéke volt a szolgálatot teljesítőknek, de az arány magasabb volt, mint a reguláris brit hadsereg, az RUC és a civil lakosság körében.
Az 1970-es években a Glenanne banda – lojalista militánsok, brit katonák és RUC tisztek titkos szövetsége – fegyveres és bombatámadások sorozatát hajtotta végre nacionalisták ellen Észak-Írország „gyilkos háromszög” néven ismert területén. A banda néhány támadást a Köztársaságban is végrehajtott, összesen mintegy 120 embert megölve, többnyire ártatlan civileket. A Cassel-jelentés 76, a csoportnak tulajdonított gyilkosságot vizsgált, és bizonyítékot talált arra, hogy 74 gyilkosságban katonák és rendőrök vettek részt. Az egyik tag, John Weir RUC tiszt azt állította, hogy felettesei tudtak az összejátszásról, de hagyták, hogy az folytatódjon. A Cassel-jelentés szerint néhány magas rangú tiszt is tudott a bűncselekményekről, de nem tettek semmit a megelőzés, a kivizsgálás vagy a büntetés érdekében. A csoportnak tulajdonított támadások között szerepelnek a dublini és monaghani robbantások (1974), a Miami Showband gyilkosságok (1975), valamint a Reavey és O'Dowd gyilkosságok (1976).
A Stevens-vizsgálatok megállapították, hogy a biztonsági erők egyes tagjai lojalistákat használtak „megbízottként”, akik kettős ügynökökön és besúgókon keresztül segítették a lojalista csoportokat abban, hogy célzott személyeket, általában gyanúsított republikánusokat öljenek meg, de civileket is megöltek, szándékosan vagy más okból. A vizsgálatokban arra a következtetésre jutottak, hogy ez fokozta és meghosszabbította a konfliktust. A British Army Force Research Unit (FRU) volt a fő érintett ügynökség. Brian Nelson, az UDA vezető „hírszerző tisztje” a FRU ügynöke volt. Nelsonon keresztül a FRU segített a lojalistáknak abban, hogy célzott gyilkosságokat kövessenek el. A FRU parancsnokai szerint segítettek a lojalistáknak, hogy csak a gyanúsított vagy ismert republikánus aktivistákat vegyék célba, és megakadályozták a civilek megölését. A vizsgálatok bizonyítékot találtak arra, hogy csak két életet mentettek meg, és hogy Nelson/FRU volt felelős legalább 30 gyilkosságért és sok más támadásért – sok esetben civilek ellen. Az egyik áldozat Pat Finucane ügyvéd volt. Nelson 1988-ban a lojalistáknak történő fegyverszállítást is felügyelte. 1992 és 1994 között a lojalisták több halálesetért voltak felelősek, mint a republikánusok, részben a FRU miatt. A biztonsági erők tagjai megkísérelték akadályozni a Stevens-vizsgálatot.
Egy 2007-es rendőrségi ombudsmani jelentés feltárta, hogy az UVF tagjai számos terrorista bűncselekményt, köztük gyilkosságot is elkövethettek, miközben az RUC különleges egységének informátoraként dolgoztak. A jelentés megállapította, hogy a Special Branch mentességet biztosított az informátoroknak, biztosítva, hogy nem fogják el vagy nem ítélik el őket, és megakadályozva a fegyvertartás ellenőrzését. Nuala O'Loan ombudsman megállapította, hogy ez „több száz” halálesethez vezetett, és azt is mondta, hogy a brit kormány vezető tisztviselői nyomást gyakoroltak rá, hogy állítsa le a vizsgálatot. Robin Jackson UVF-tagot 50 és 100 közötti észak-írországi gyilkossággal hozták kapcsolatba, bár soha nem ítélték el egyikért sem. Sokan, köztük a biztonsági erők tagjai is azt állítják, hogy Jackson az RUC ügynöke volt. Barron-jelentése szerint az ír kormány a brit hírszerzéssel is kapcsolatban állt. 2016-ban egy új ombudsmani jelentés arra a következtetésre jutott, hogy az 1994-es loughinislandi mészárlásban hat katolikus férfi halálával kapcsolatban összejátszás történt a rendőrség és az UVF között, továbbá hogy a nyomozást aláásta az informátorok védelmének szándéka, de nem talált bizonyítékot arra, hogy a rendőrség előre tudott volna a támadásról.
A Smithwick Tribunal megállapította, hogy a Garda Síochána (az Ír Köztársaság rendőrsége) egyik tagja összejátszott az IRÁ-val két magas rangú RUC tiszt meggyilkolásában 1989-ben. A két tisztet az IRA támadta meg az Armagh megyei Jonesborough közelében, amikor a határon túli Dundalkban tartott biztonsági konferenciáról tértek haza.

## Az eltűntek
Az 1970-es és 1980-as években a republikánus és lojalista félkatonai erők számos személyt elraboltak, akik közül sokan állítólag besúgók voltak, majd megölték és titokban eltemették őket. Tizennyolc embert – két nőt és tizenhat férfit –, köztük a brit hadsereg egy tisztjét rabolták el és ölték meg a zavargások során. Őket informálisan „Az eltűntek” néven emlegetik. Egy személy, Lisa Dorrian kivételével mindet republikánusok rabolták el és ölték meg. Dorriant feltehetően lojalisták rabolták el. Négy kivételével az „Eltűntek” maradványait megtalálták és átadták a családjuknak.
A brit kormány biztonsági erői, beleértve a Katonai Reagáló Erőket (MRF), fegyvertelen civilek „bíróságon kívüli gyilkosságait” hajtották végre. Áldozataik gyakran katolikus vagy feltételezett katolikus civilek voltak, akik nem álltak kapcsolatban félkatonai szervezetekkel, mint például a Whiterock Roadon 1972. április 15-én brit katonák által lelőtt két fegyvertelen katolikus civilt, vagy az Andersonstownban lelőtt hét fegyvertelen katolikus civilt ugyanezen év május 12-én. Az MRF egyik tagja 1978-ban kijelentette, hogy a hadsereg gyakran kísérelt meg hamis zászló alatt szektás támadásokat, ezzel provokálva a szektás konfliktust és „levéve a terhet a hadseregről”. Egy korábbi tag kijelentette: „Nem azért voltunk ott, hogy úgy viselkedjünk, mint egy katonai egység, hanem azért, hogy úgy viselkedjünk, mint egy terrorcsoport”.

## A célzott likvidálás vádjai
A republikánusok azt állítják, hogy a biztonsági erők az IRA-gyanús személyek letartóztatása helyett a lövöldözés politikáját folytatták. A biztonsági erők ezt tagadták, és rámutattak, hogy az 1987-es loughgalli rajtaütésben megölt nyolc IRA-tag közül hatnak nehézfegyverzete volt. Másrészt viszont az, hogy tíz hónappal később a Különleges Légi Szolgálat három fegyvertelen IRA-tagot lőtt le Gibraltárban, megerősíteni látszott a republikánusok, valamint a brit és ír média gyanúját, hogy az IRA gyanúsított tagjaira vonatkozó hallgatólagos brit célzott likvidálás politikát folytatnak.

## A felvonulások okozta viszályok

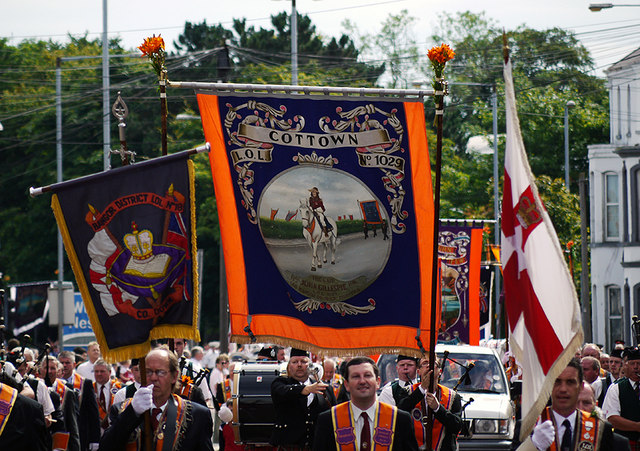
Orangemen felvonulás Bangorban 2010. július 12-én

A közösségek közötti feszültségek fokozódnak, és gyakran tör ki erőszak a „felvonulási szezonban”, amikor a protestáns Narancsrend felvonulásait tartják szerte Észak-Írországban. A felvonulásokat Orániai Vilmos 1690-es Boyne-i csatában aratott győzelmének emlékére tartják, amely biztosította a protestáns felemelkedést és a brit uralmat Írországban. Az egyik különleges, évente folyamatos viszályokat okozó esemény a portadowni Garvaghy Road környéke, ahol a Drumcree templomból induló narancsos felvonulás a Garvaghy Road mellett fekvő, főként nacionalista lakótelepen halad át. Ezt a felvonulást mostanra határozatlan időre betiltották, miután a nacionalisták zavargásokba kezdtek a felvonulás ellen, és a lojalisták ellentüntetéseket is szerveztek a betiltás ellen.
1995-ben, 1996-ban és 1997-ben Észak-Írországban több héten át tartó zavargások voltak a drumcree-i patthelyzet miatt. Az erőszakos cselekményekben több ember meghalt, köztük egy katolikus taxisofőr, akit a lojalista önkéntes erők öltek meg, és három (négy) névleg katolikus testvér (egy vegyes vallású családból) meghalt, amikor a ballymoneys-i házukat benzinbombával felrobbantották.

## Társadalmi hatások

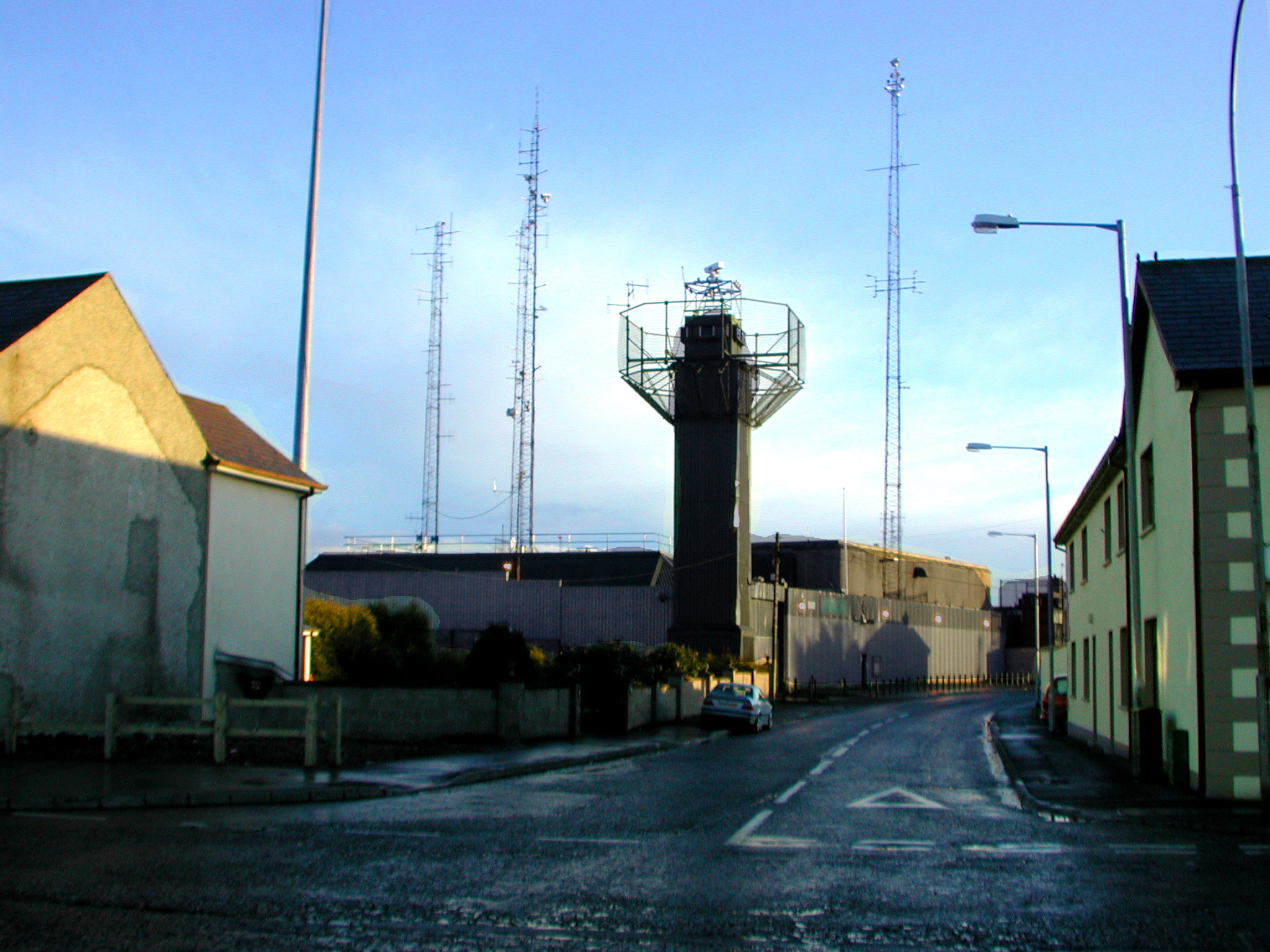
Őrtorony egy jól megerősített RUC bázison Crossmaglenben

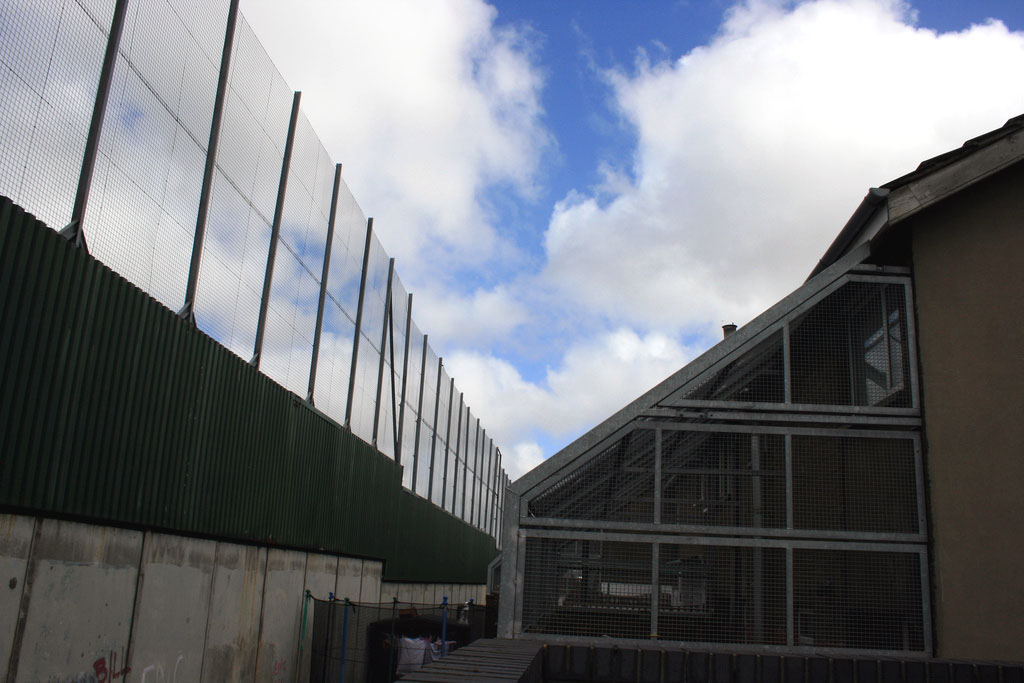
„Békevonal” a belfasti Bombay Street egyik háza mögött

A zavargások hatását az észak-írországi átlagemberekre a villámháború londoniakra gyakorolt hatásához hasonlították. A bombatámadások, az utcai zavargások, a biztonsági ellenőrzőpontok és az állandó katonai jelenlét okozta stressz a gyermekekre és a fiatal felnőttekre volt a legerősebb hatással. A helyi félkatonai erők a különböző állítólagos vétségekért az egyénekre kirótt büntető verésekkel, „romperingekkel”, illetve az időnkénti kátrányozással és az ezt követő tollakkal történő behintéssel keltettek félelmet az adott közösségekben.
Az erőszak és megfélemlítés mellett krónikus munkanélküliség és súlyos lakáshiány is volt. Sokan váltak hajléktalanná a megfélemlítés vagy a házuk felgyújtása miatt, és a városfejlesztés is szerepet játszott a társadalmi felfordulásban. A belfasti családok azzal szembesültek, hogy új, idegen lakótelepekre költöztetik őket, amikor az olyan régebbi, lepusztult városrészeket, mint Sailortown és a Pound Loney, lebontották. Sarah Nelson szociális munkás és író szerint a hajléktalanság és a tájékozatlanság új társadalmi problémája hozzájárult a társadalom normális szövetének felbomlásához, ami lehetővé tette, hogy a félkatonai erők erős befolyást gyakoroljanak egyes városrészekben. A vandalizmus is komoly problémát jelentett. Az 1970-es években csak Belfastban 10 000 vandál módon megrongált üres ház volt. A vandálok többsége nyolc és tizenhárom év közötti volt.
A konfliktus egyik történésze szerint a zavargások okozta stressz a korábban szigorú észak-írországi szexuális erkölcsök összeomlását idézte elő, ami a magánélet tekintetében „zavart hedonizmust” eredményezett. Derryben a nők körében megnőtt a törvénytelen születések száma és az alkoholizmus, és emelkedett a válások aránya. A tizenévesek alkoholizmusa is problémát jelentett, részben a lojalista és republikánus területeken egyaránt létrehozott ivókluboknak köszönhetően. Néhány szegényebb körzetben sok esetben a gyerekek szülői felügyelete is csekély volt. Az Egészségügyi Minisztérium megvizsgálta a Queen's University munkatársa, Mike Tomlinson 2007-ben írt jelentését, amely azt állította, hogy a zavargások hagyatéka jelentős szerepet játszott az öngyilkosságok jelenlegi észak-írországi arányában.

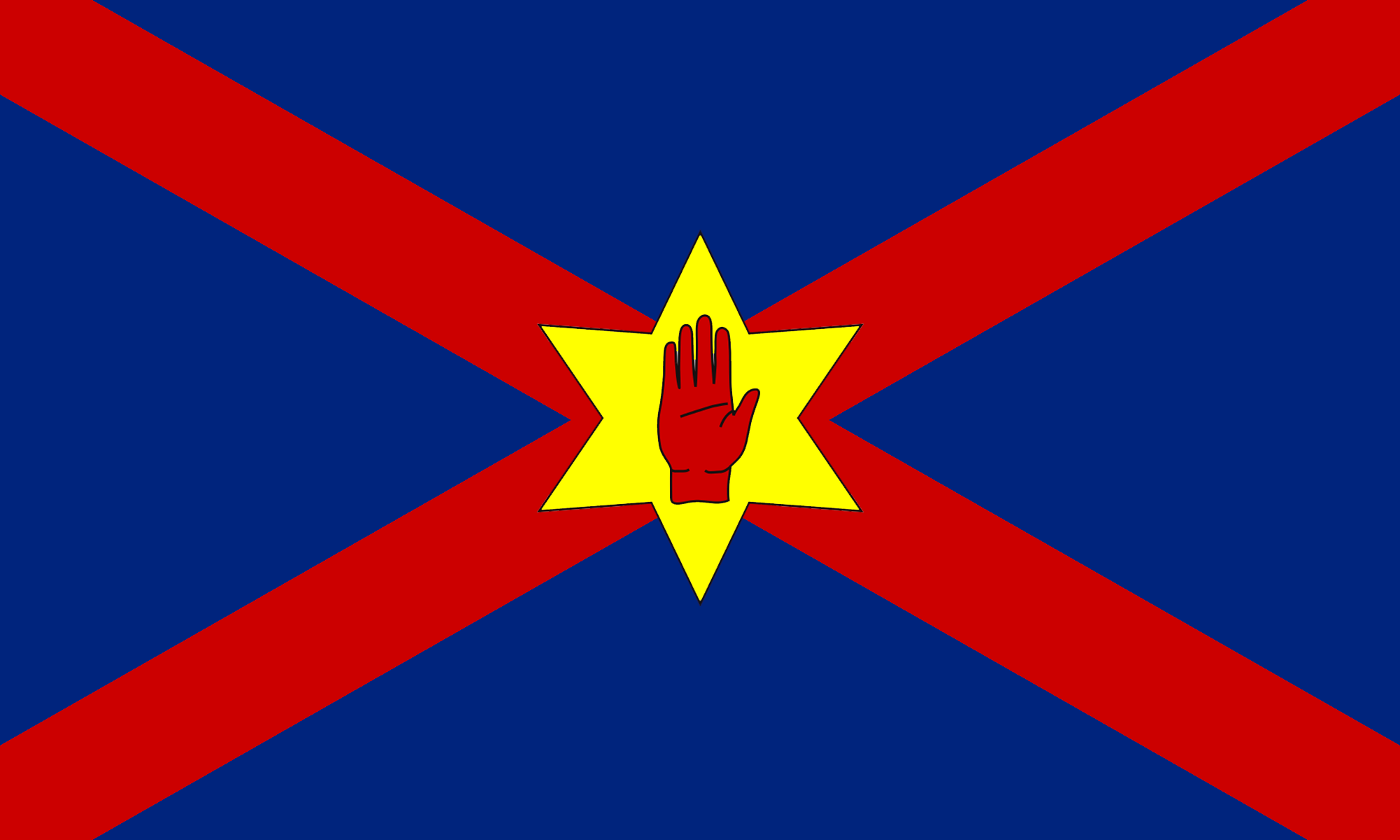
A harmadik lehetőségként felvázolt független Ulster nevű állam elképzelt zászlója

A problémákból eredő további társadalmi gondok közé tartozik az antiszociális viselkedés és a politikai részvételtől való idegenkedés. Egy történész szerint a zavargások idején felnövő gyermekeknél hasonló antiszociális külső viselkedést találtak, mint a hasonlóan konfliktusos régiókban született gyermekeknél, nevezetesen azoknál, akik a második világháború idején születtek és nőttek fel. Az erőszaknak az észak-írországi gyermekek pszichológiai fejlődésére gyakorolt hatását vizsgáló további tanulmányok azt is megállapították, hogy a zavargások idején felnövők nagyobb valószínűséggel idegenkedtek a politikai részvételtől, megjegyezve, hogy míg az idősebb generációk még mindig aktívan kapcsolódtak saját társadalmi és politikai csoportjaikhoz, a fiatalabb generációk óvatossá váltak az ilyen csoportokkal szemben, mivel a társadalmi és politikai megosztottság a zavargások harminc éve alatt tovább nőtt.
Vannak azonban, akik egy harmadik útban látják a kérdés megoldását, mégpedig Ulster függetlenségében mind az ír, mint a brit államtól. Ezt képviseli ez 1988 óta az Ulsteri Függetlenségi Mozgalom és néhány, időközben létrejött kisebb frakció is.

## Áldozatok

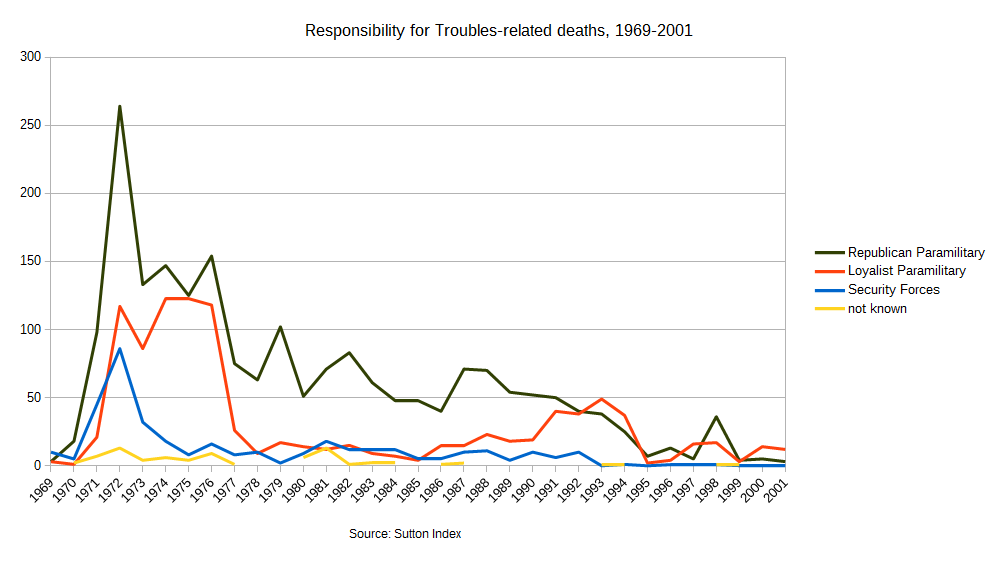
Felelősség a zavargásokkal kapcsolatos halálesetekért 1969 és 2001 között

A Konfliktus archívuma az interneten (CAIN) szerint 3532 ember halt meg a Konfliktus következtében 1969 és 2001 között. Ebből 1998-ig 3489-en haltak meg. A Lost Lives (2006-os kiadás) című könyv szerint 1966 és 2006 között 3720 ember halt meg a Konfliktus következtében 1966 és 2006 között. Ebből 1998-ig 3635-en haltak meg. 257 áldozat tizenhét év alatti gyermek volt, ami az összes áldozat 7,2%-át jelenti ebben az időszakban. Más jelentések szerint összesen 274 tizennyolc év alatti gyermeket öltek meg a konfliktus során.
A The Politics of Antagonism: Understanding Northern Ireland című könyvben Brendan O'Leary és John McGarry rámutatnak, hogy „Észak-Írország lakosságának közel két százaléka halt meg vagy sérült meg politikai erőszak következtében [...] Ha ugyanebben az időszakban Nagy-Britanniában az áldozatoknak a népességhez viszonyított aránya hasonló lett volna, mintegy 100 000 ember halt volna meg, és ha hasonló mértékű politikai erőszakra került volna sor, akkor az USA-ban a halálos áldozatok száma meghaladta volna az 500 000-et.” Ezt az USA-val való relatív összehasonlítást felhasználva John M. Gates elemző azt javasolta, hogy a konfliktus elnevezése során kerülendő lenne az „alacsony intenzitású” jelző.
2010-ben a becslések szerint Észak-Írországban 107 000 ember szenvedett fizikai sérülést a konfliktus következtében. Az Észak-Írországi Statisztikai és Kutatási Ügynökség által gyűjtött adatok alapján az Áldozatok Bizottságának becslése szerint a konfliktus csak Észak-Írországban 500 000 „áldozatot” követelt. Az „áldozatok” fogalmát úgy határozzák meg, hogy azok, akiket a konfliktus következtében közvetlenül érintett a „gyász”, a „testi sérülés” vagy a „trauma”.

### Felelősség
A halottak körülbelül 60%-át republikánusok, 30%-át lojalisták és 10%-át a brit biztonsági erők ölték meg.
| Felelős fél                       | Szám |
| --------------------------------- | ---- |
| Köztársasági félkatonai csoportok | 2057 |
| Lojalista félkatonai csoportok    | 1027 |
| Brit biztonsági erők              | 363  |
| Ismeretlenek                      | 80   |
| Ír biztonsági erők                | 5    |
| Összesen                          | 3532 |

Malcolm Sutton Index of Deaths from the Conflict in Ireland című műve szerint:
A brit biztonsági erők által meggyilkoltak közül:
- 186 (~51,2%) civil volt.
- 146 (~40,2%) a köztársasági félkatonai erők tagjai voltak
- 18 (~5,0%) a lojalista félkatonai erők tagja volt.
- 13 (~3,6%) a brit biztonsági erők munkatársa volt.

Azok közül, akiket a republikánus félkatonák öltek meg:
- 1080 (~52,5%) a brit biztonsági erők tagja/korábbi tagja volt.
- 721 (~35,1%) civil volt.
- 188 (~9,2%) a köztársasági félkatonai erők tagja volt.
- 57 (~2,8%) a lojalista félkatonai erők tagja volt.
- 11 (~0,5%) az ír biztonsági erők tagja volt.

A lojalista félkatonai erők által megöltek közül:
- 878 (~85,5%) civil volt.
- 94 (~9,2%) a lojalista félkatonai erők tagja volt.
- 41 (~4,0%) a köztársasági félkatonai erők tagja volt.
- 14 (~1,4%) a brit biztonsági erők tagja volt.

### Az állapot
A halottak mintegy 52%-a civil, 32%-a a brit biztonsági erők tagja vagy volt tagja, 11%-a a köztársasági félkatonai erők tagja, 5%-a pedig lojalista félkatonai erők tagja volt. A civil áldozatok mintegy 60%-a katolikus, 30%-a protestáns, a többiek pedig Észak-Írországon kívüliek voltak.
A civil áldozatok 48%-át lojalisták, 39%-át republikánusok, 10%-át pedig a brit biztonsági erők ölték meg. A katolikus civilek többségét lojalisták, a protestáns civilek többségét pedig republikánusok ölték meg.
Vita tárgyát képezte, hogy egyes személyek félkatonai szervezetek tagjai voltak-e. Több olyan áldozatot, akiket civilként tüntettek fel, később az IRA saját tagjainak vallott. Egy Ulsteri Védelmi Szövetség (UDA) és három Ulsteri Önkéntes Erő (UVF) tag, akiket a konfliktus során megöltek, haláluk idején az Ulsteri Védelmi Ezred (UDR) katonái is voltak. Legalább egy civil áldozat a Területi Hadsereg szolgálaton kívüli tagja volt.
| Státusz                                                            | Szám |
| ------------------------------------------------------------------ | ---- |
| Civilek (beleértve a civil politikai aktivistákat)                 | 1841 |
| Brit biztonsági erők személyzete (szolgálatban lévő és volt tagok) | 1114 |
| Brit hadsereg (UDR, RIR és TA)                                     | 757  |
| Ulsteri Királyi Rendőrség                                          | 319  |
| Észak-Írországi Büntetés-végrehajtási Szolgálat                    | 26   |
| Angol rendőri erők                                                 | 6    |
| Brit Királyi Légierő                                               | 4    |
| Brit Királyi Haditengerészet                                       | 2    |
| Az ír biztonsági erők személyzete                                  | 11   |
| Garda Síochána                                                     | 9    |
| Ír hadsereg                                                        | 1    |
| Ír Büntetés-végrehajtási Szolgálat                                 | 1    |
| Köztársasági félkatonai erők                                       | 396  |
| Lojalista félkatonai erők                                          | 170  |

### Helyszínek

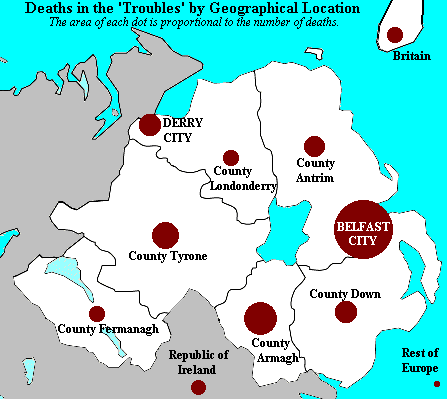
Halálesetek területenként

A legtöbb gyilkosság Észak-Írországon belül történt, különösen Belfastban és Armagh megyében. Belfastban a legtöbb gyilkosság a város nyugati és északi részén történt. Dublin, London és Birmingham is érintett volt, bár kisebb mértékben, mint maga Észak-Írország. Alkalmanként az IRA megkísérelt vagy végrehajtott támadásokat brit célpontok ellen Gibraltáron, Németországban, Belgiumban és Hollandiában.
| Helyszín           | Szám |
| ------------------ | ---- |
| Belfast            | 1541 |
| Nyugat—Belfast     | 623  |
| Észak—Belfast      | 577  |
| Dél—Belfast        | 213  |
| Kelet—Belfast      | 128  |
| Armagh             | 477  |
| Tyrone             | 340  |
| Down               | 243  |
| Derry              | 227  |
| Antrim             | 209  |
| Londonderry        | 123  |
| Fermanagh          | 112  |
| Ír Köztársaság     | 116  |
| Egyesült Királyság | 125  |
| Európai kontinens  | 18   |

### Időrendi felsorolás
| Évszám | Szám |
| ------ | ---- |
| 2001   | 16   |
| 2000   | 19   |
| 1999   | 8    |
| 1998   | 55   |
| 1997   | 22   |
| 1996   | 18   |
| 1995   | 9    |
| 1994   | 64   |
| 1993   | 88   |
| 1992   | 88   |
| 1991   | 97   |
| 1990   | 81   |
| 1989   | 76   |
| 1988   | 104  |
| 1987   | 98   |
| 1986   | 61   |
| 1985   | 57   |
| 1984   | 69   |
| 1983   | 84   |
| 1982   | 111  |
| 1981   | 114  |
| 1980   | 80   |
| 1979   | 121  |
| 1978   | 82   |
| 1977   | 110  |
| 1976   | 297  |
| 1975   | 260  |
| 1974   | 294  |
| 1973   | 255  |
| 1972   | 480  |
| 1971   | 171  |
| 1970   | 26   |
| 1969   | 16   |

### További statisztikák
| Esemény                                        | Szám   |
| ---------------------------------------------- | ------ |
| Sérült                                         | 47 541 |
| Lövöldözés                                     | 36 923 |
| Fegyveres rablás                               | 22 539 |
| Félkatonai bűncselekményekkel vádolt személyek | 19 605 |
| Bombamerénylet és bombamerénylet-kísérlet      | 16 209 |
| Gyújtogatás                                    | 2225   |

## Fordítás
Ez a szócikk részben vagy egészben  a   The Troubles című angol Wikipédia-szócikk ezen változatának fordításán alapul.  Az eredeti cikk szerkesztőit annak laptörténete sorolja fel. Ez a jelzés csupán a megfogalmazás eredetét és a szerzői jogokat jelzi, nem szolgál a cikkben szereplő információk forrásmegjelöléseként.

### Nyomtatásban megjelent
- Bew, Paul and Gillespie, Gordon (1993). Northern Ireland: A Chronology of the Troubles 1968–1993. Dublin: Gill and Macmillan.
- Bourke, Richard (2003). Peace in Ireland: The War of Ideas. Random House.
- Kelly, Stephen, Margaret Thatcher, the Conservative Party and the Northern Ireland conflict, 1975–1990 (2021) Bloomsbury.ISBN 9781350115378.
- Coogan, Tim Pat (16 February 2006). Ireland in the Twentieth Century. Palgrave Macmillan. ISBN 1-4039-6842-X.
- English, Richard (2003). Armed Struggle: The History of the IRA. Oxford University Press. ISBN 0-19-517753-3
- English, Richard (2009). "The Interplay of Non-violent and Violent Action in Northern Ireland, 1967–72", in Roberts, Adam and Ash, Timothy Garton (eds.). Civil Resistance and Power Politics: The Experience of Non-violent Action from Gandhi to the Present. Oxford University Press. ISBN 978-0-19-955201-6.
- Harkin, Greg and Ingram, Martin (18 February 2004). Stakeknife: Britain's secret agents in Ireland. O'Brien Press. ISBN 0-86278-843-9.
- McDowell, R. B.: Act of Settlement [1662] and Act of Explanation [1665]. celt.uuc.ie, 1665. (Hozzáférés: 2019. február 18.)
- McKittrick, David; Kelters, Seamus; Feeney, Brian and Thornton, Chris (1999). Lost Lives: The stories of the men, women and children who died as a result of the Northern Ireland troubles. Mainstream Publishing Company. ISBN 1-84018-227-X.
- Making Sense of the Troubles: A History of the Northern Ireland Conflict, Rev, Penguin Books (2001. augusztus 16.). ISBN 978-0-14-100305-4
- Myers, Kevin (16 October 2006) Watching the Door A Memoir 1971–1978, Lilliput Press, Dublin. ISBN 1-84351-085-5
- Potter, John Furniss (2001). A Testimony to Courage: The Regimental History of the Ulster Defence Regiment 1969–1992. Pen & Sword Books. ISBN 0-85052-819-4.
- Ryder, Chris (1991). The Ulster Defence Regiment: An Instrument of Peace?. ISBN 0-413-64800-1.

## Internetes anyagok
- Northern Ireland Elections Archive
- Northern Ireland Conflict Archive on the Internet (CAIN Project)
- BBC Northern Ireland: The Troubles
- The Troubles – Statistical Analysis
- Peacewall Archive – An archive of photos, maps, texts and links relating to Belfast's Peace lines – a legacy of 'The Troubles'
- British Army Historical Document
- Linen Hall Library Northern Ireland Political Collection
- Booknotes interview with J. Bowyer Bell on The Irish Troubles: A Generation of Violence, 1967–1992, 6 June 1993.
- The Irish Story archive on the Troubles
- The Conflict in Ireland – 1991 Sinn Féin document
- The Roots of Terrorism in Northern Ireland – 1991 Global Security report
- Interview with undercover soldiers by BBC dated 21 November 2013
- Belfast: No Way Out (1970) on BFI Player Archiválva 2017. július 12-i dátummal a Wayback Machine-ben
- Timeline of events